# تسهيل استعمال المواصلات في هيئة النقل الحضري الكبرى

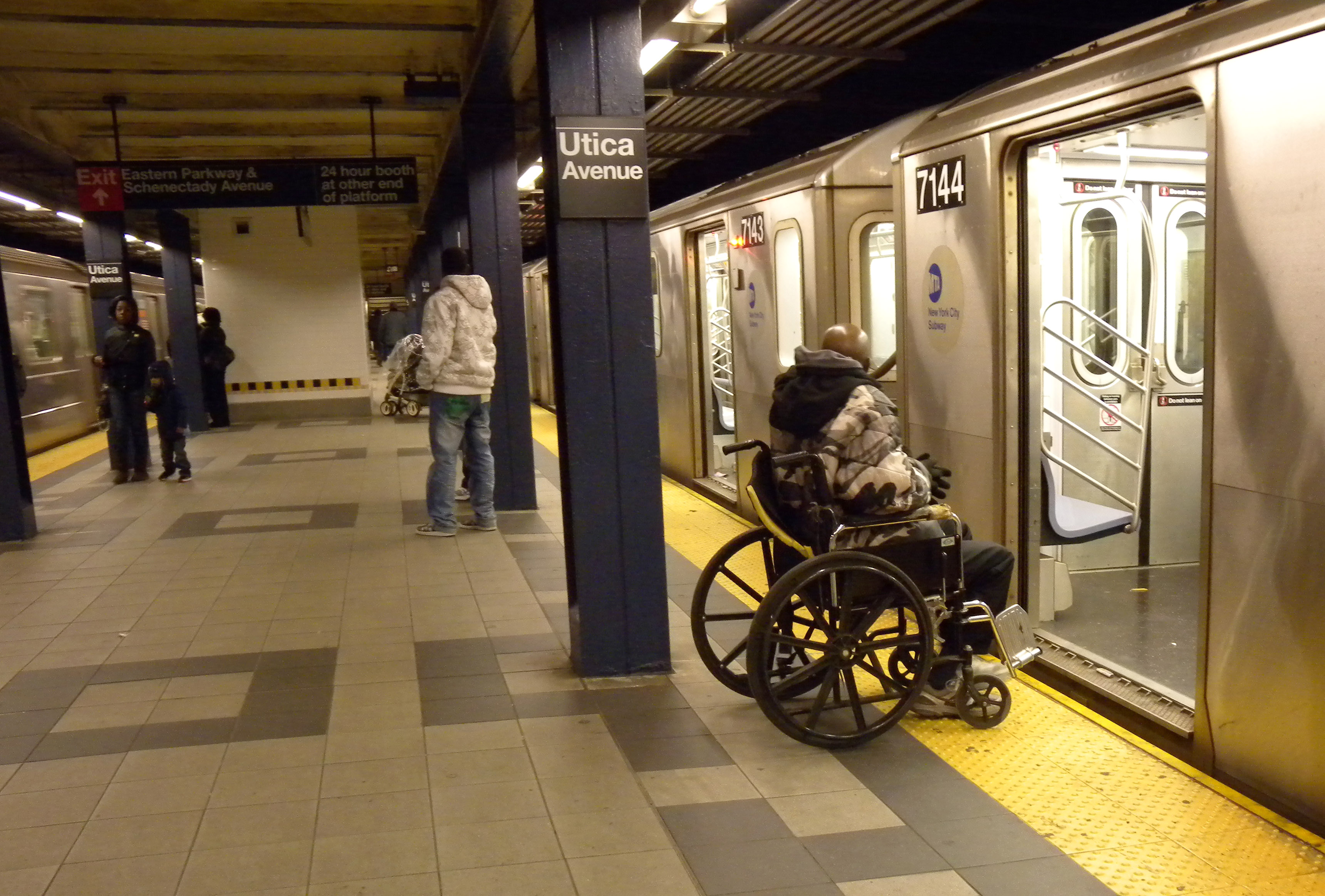
راكب على كرسي متحرك يركب قطارًا في محطة كراون هايتس-شارع يوتيكا في بروكلين

يعد تسهيل استعمال المواصلات ضمن شبكة النقل العام التابعة لهيئة النقل الحضرية (MTA) في منطقة نيويورك الحضرية غير مكتمل. تمكن جميع الحافلات مستخدمي كرسي متحرك من الوصول إليها، تماشياً مع قانون الأمريكيين ذوي الإعاقة لعام 1990 (ADA). بُني معظم نظام السكك الحديدية التابع للهيئة قبل تطلب إمكانية الوصول بواسطة الكراسي المتحركة. تشمل الأنظمة نظام النقل السريع، مترو نيويورك، وسكك حديد جزيرة ستاتن، وخدمات القطار مثل سكك حديد لونج أيلاند (LIRR) وسكك حديد مترو-نورث. لم تُصمم معظم المحطات لتكون متاحة للأشخاص ذوي الإعاقة وتفتقر العديد من مرافق الهيئة إلى الميزات الميسرة.
يمنع قانون حقوق الإنسان في مدينة نيويورك التمييز على أساس الإعاقة. منذ 1990، قامت السلطات بتركيب مصعدات في المحطات الجديدة وفقاً لقانون الأمريكيين ذوي الإعاقة. تطلبت معظم المحطات الأرضية تعديلات بسيطة لتلبي المعايير. حددت هيئة النقل المائة "محطة رئيسية" ذات حركة مرور عالية لتجديدها بما يتوافق مع القانون. هدفت خطة "فاست فوروارد" لعام 2018 إلى زيادة المحطات التي تلتزم بالمعايير، وذلك بإضافة مرافق إلى 70 محطة بحلول 2024. في 2022، وافقت هيئة النقل على جعل 95% من محطات المترو وسكة حديد جزيرة ستاتين متاحة بحلول 2055.

## خلفية
أضافت هيئة النقل الحضرية الوصول للمعاقين إلى محطاتها الرئيسية تدريجياً منذ الثمانينيات، رغم أن أجزاء كبيرة من نظام النقل ما زالت غير متاحة. ذكرت هيئة النقل الحضرية:
في تحسين الخدمات للأفراد ذوي الإعاقة، حددت هيئة النقل الحضرية المحطات والمرافق حيث يجعل قانون الأمريكيين ذوي الإعاقة لعام 1990 الامتثال ذا فائدة لأكبر عدد من الناس، عبر تحليل عوامل مثل الكثافة العالية للركاب ونقاط التحويل والخدمة إلى المناطق الرئيسية للنشاط. أعطت هذه المحطات أولوية في برنامج تجديد المحطات. مستمرون في توسيع ميزات الوصول إلى المزيد من المواقع.
وفقًا لهيئة النقل الحضرية، تشمل المحطات المتاحة بالكامل:
- تُوفِّر المصاعد أو المنحدرات[3]
- تتوفر الدرابزينات على المنحدرات والسلالم[3][4]:254
- تُزود المحطات بلافتات بريل كبيرة الطباعة وملموسة[3][4]:254
- تشمل أنظمة المعلومات السمعية والبصرية، ونقاط المساعدة أو شاشات معلومات العملاء[3][4]:254
- تحتوي نوافذ الأكشاك على عتبات بارتفاع لا يزيد عن 36 بوصة[convert: unknown unit] فوق الأرض[3][5]:F.3
- تتوفر آلات بيع متروكارد[3]
- توجد بوابات دخول الخدمة المتاحة[3]
- تتواجد شرائط تحذير على حافة الرصيف[3]
- تجري تعديلات على فجوة الرصيف أو ألواح الجسر لتقليل أو إزالة الفجوة بين القطارات والأرصفة إذا تجاوزت 2 بوصة[convert: unknown unit] عموديًا أو 4 بوصة[convert: unknown unit] أفقيًا[3][5]:F.3[6]
- تُوفِّر الهواتف بارتفاع متاح مع التحكم في مستوى الصوت، وتشمل هواتف نصية (TTYs)[3][5]:F.3
- تحتوي دورات المياه المتاحة على مدار 24 ساعة في المحطات التي توفرها[3][5]:F.3
  - ملاحظة: لا تحتوي جميع مباني المحطة على دورات مياه.[3]

تُلزَم محطات الحافلات الرئيسية بإعلانات توقف الحافلات بموجب قانون الأمريكيين ذوي الإعاقة. يتعين على هيئة النقل الحضرية الحفاظ على هذه المكونات، حيث تُخرج الحافلات ذات المصاعد المعطلة من الخدمة:254.

### التاريخ

#### السبعينيات والثمانينيات

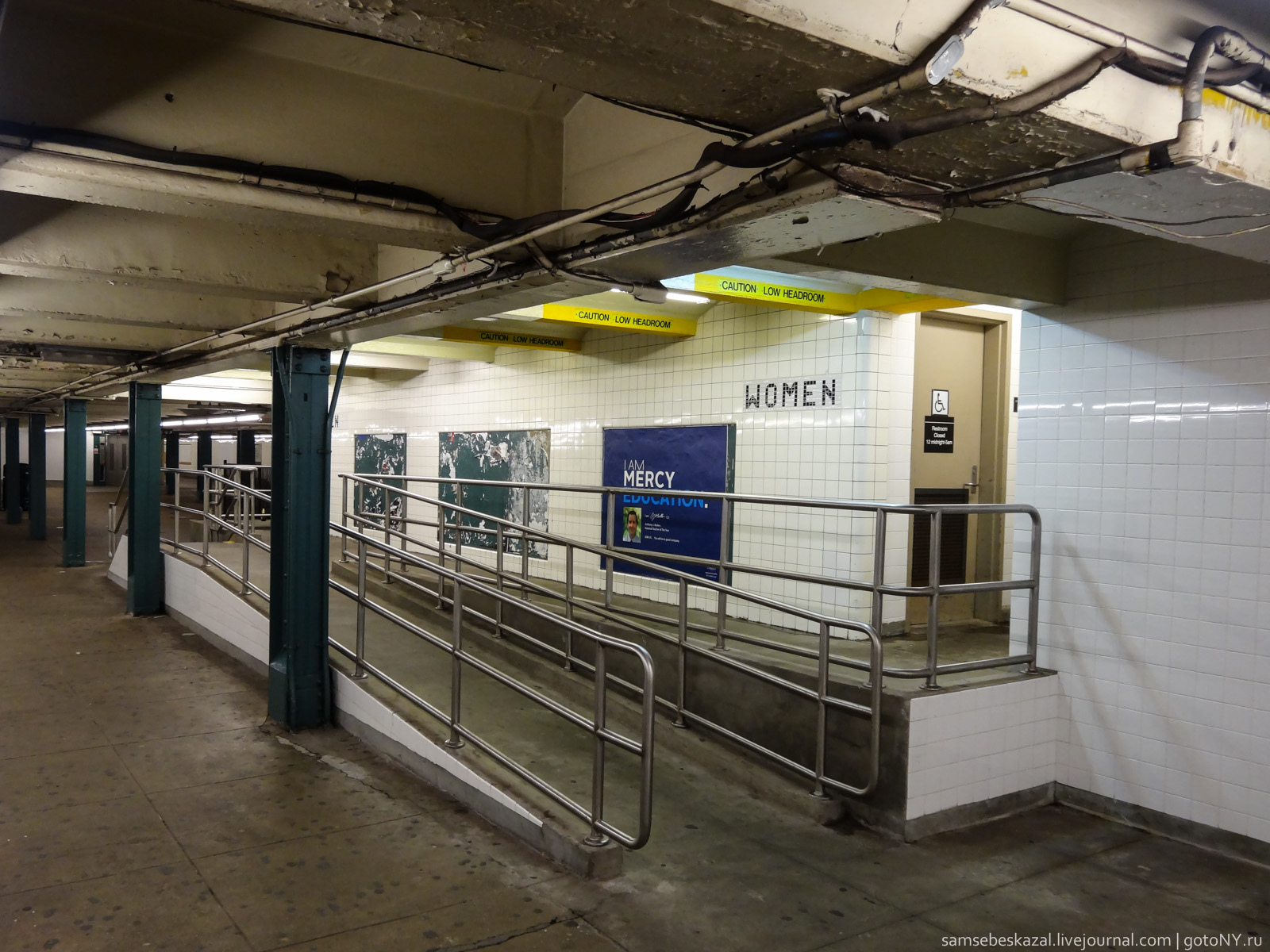
دورة مياه مخصصة لذوي الاحتياجات الخاصة في محطة شارع تشيرش على خط إند كولفر

في عام 1973، صادق المشرعون على قانون التأهيل الفيدرالي ليصبح ساري المفعول. فُسّر القسم 504 من القانون بأنه يُلزم جميع أنظمة النقل العام بتوفير إمكانية وصول متساوية للأشخاص ذوي الإعاقة، وإلا فإنها قد تفقد التمويل الفيدرالي. عارضت هيئة النقل الحضرية هذا التفسير، حيث زعمت أن الكلفة قد تتجاوز 1.5 مليار دولار. دافع رئيس الهيئة، هارولد فيشر، عن إنشاء نظام نقل منفصل للأشخاص ذوي الإعاقة بسبب تكاليف جعل النظام العادي متاحًا. في عام 1980، اختار مجلس إدارة الهيئة تجاهل القاعدة، رغم تهديد الحكومة الفيدرالية بقطع التمويل.
في سبتمبر 1979، رفعت جمعية قدامى المحاربين الشرقيين المشلولين (EPVA) دعوى قضائية في المحكمة العليا في نيويورك لمنع تنفيذ مشاريع تحديث مترو الأنفاق دون تركيب مصاعد في المحطات، التزامًا بقانون الولاية الذي يفرض توفير وسائل الوصول لذوي الإعاقة. مثلت هذه الدعوى الأولى من نوعها في نيويورك ضد وكالة دولة لعدم الامتثال لقانون المباني العامة، وطالبت بإضافة آليات رفع للكراسي المتحركة على الحافلات ومصاعد في محطات القطارات ومترو الأنفاق. اتهمت الدعوى هيئة النقل الحضري بانتهاك قانون حقوق الإنسان في نيويورك لحرمان الأشخاص ذوي الإعاقة من استخدام مرافق النقل العام. قررت جمعية رابطة النقل العام الأمريكية المضي قدمًا في الدعوى على الرغم من وجود لوائح فيدرالية، خشيةً من نجاح دعوى رابطة النقل العام الأمريكية التي سعت لإلغاء القواعد لكونها عبئًا ماليًا.
في عام 1981، أعادت إدارة ريغان تفسير القسم 504، واشترطت من وكالات النقل إثبات جهودها لتقديم نقل مناسب لذوي الكراسي المتحركة. بناءً على ذلك، وافقت هيئة النقل الحضرية على شراء أكثر من 2،000 حافلة بمصاعد للكراسي المتحركة، مما يتيح توفر 50% من أسطولها.  بحلول عام 1983، جُهز أقل من ثلث النظام الحافلاتي المكون من 3،600 حافلة بهذه المصاعد. 
في ديسمبر 1982، حكمت المحكمة العليا لنيويورك لجمعية قدامى المحاربين المشلولين. وفي 4 يناير 1983، وقع قاضي المحكمة أمرًا رسميًا يمنع 10 مشاريع تجديد محطات في برنامج رأس المال الأول لـ هيئة النقل الحضرية حتى التوصل لاتفاق حول سهولة الوصول في نظام النقل في نيويورك. استند الحكم إلى قانون الولاية الذي يطلب الوصول للكراسي المتحركة بالمشاريع المجددة بأموال الولاية. جادلت هيئة النقل بتوفيرها نقل للأشخاص ذوي الإعاقة عبر حافلات مجهزة بمصاعد، وأن قانون الدولة، قانون المباني العامة، لا ينطبق على محطات المترو، وأن المشاريع كانت إصلاحات وليست تجديدات.
تم تعليق مشاريع تجديد عشر محطات وتأجيل العمل في 78 محطة أخرى من قبل هيئة النقل الحضرية، خوفاً من تعليق المحاكم للأعمال مجدداً. طلبت الهيئة من كونغرس ولاية نيويورك استثناءها من القانون الذي يُلزم وسائل النقل بتلبية احتياجات الأشخاص ذوي الإعاقة. صرّح رئيس الهيئة ريتشارد رافيتش أن "تكاليف تهيئة المحطات مرتفعة جداً والفوائد محدودة"، مشيراً إلى أن تكلفة جعل كل محطة متاحة تصل إلى مليون دولار، متضمنة نفقات الصيانة والأمن. اقترحت الهيئة على رابطة النقل العام الأمريكية إنشاء خدمة نقل خاصة عند الطلب، والتي رفُضت. كما عرضت الرابطة جعل 27 محطة رئيسية متاحة، بما فيها Fordham Road، Forest Hills–71st Avenue، Atlantic Avenue، Times Square–42nd Street، و125th Street، لكن الهيئة رفضت هذا العرض.
في ديسمبر 1983، اقترح زعيم الأقلية في مجلس شيوخ الولاية مانفريد أورينشتاين تشريعًا لجعل 27 محطة رئيسية قابلة للوصول وتوفير التمويل لخدمة النقل المساعد، مما يسمح بتجديد 88 محطة. نظرت الهيئة النقل الحضرية في تركيب مصاعد في بعض المحطات المجددة. قدّر السيناتور أورينشتاين أن تكلفة جعل 27 محطة قابلة للوصول تتراوح بين 25 و35 مليون دولار، وأن تكاليف خدمة النقل المساعد ستبلغ 55 مليون دولار سنويًا. ستتحمل سلطة النقل 30 مليون دولار من تكاليف خدمة النقل المساعد، و7 ملايين دولار ستأتي من الأجرة، والبقية من مدفوعات طرف ثالث مثل ميديكير وميديكيد. سرد التشريع المقترح عشر محطات في مانهاتن، أربع في ذا برونكس، سبع في بروكلين، وست في كوينز. كما طلب المشروع تجهيز نصف الحافلات بمصاعد للكراسي المتحركة، وإنشاء مجلس نقل المعوقين المؤلف من 15 عضوًا للإشراف على نظام النقل المساعد.
في مارس 1984، شرعت MTA، ومكتب الحاكم ماريو كومو، والمدافعون عن المعاقين في التفاوض على اتفاق لبدء تحديث محطات المترو. في 21 يونيو 1984، منع العمدة إد كوخ تنفيذ هذا الاتفاق الذي كان سيُجبر هيئة النقل الحضرية على إنفاق 5 ملايين دولار سنويًا لمدة ثماني سنوات لجعل نحو 40 محطة قابلة للوصول، وتزويد كل حافلة بمصاعد للكراسي المتحركة خلال خمس عشرة سنة. عارض كوخ جعل المحطات قابلة للوصول، مؤكدًا أنه "من الخطأ إنفاق 50 مليون دولار في السنوات الثماني القادمة على تركيب مصاعد في المترو."
في يونيو 1984، توصل الحاكم كومو ومسؤولو الجمعية العامة ومجلس الشيوخ في ولاية نيويورك إلى تسوية رغم اعتراضات العمدة كوتش. عدل الاتفاق قوانين النقل والبناء ليُلزم هيئة النقل الحضرية بتركيب مصاعد في 54 محطة. حدد التشريع 38 محطة، بينما اختارت هيئة النقل 8 أخرى، وفيما اختارت لجنة مدينة نيويورك للنقل للأشخاص ذوي الإعاقة الثماني المتبقية. طُلب من الهيئة إنفاق 5 ملايين دولار سنوياً خلال ثماني سنوات لجعل المحطات متاحة لذوي الإعاقة وتجهيز 65% من الحافلات بروافع للكراسي المتحركة. وجب جعل ثماني محطات متاحة خلال خمس سنوات. طورت اللجنة خطة لخدمة النقل الفردي التجريبية بميزانية 5 ملايين دولار سنوياً في غضون 210 أيام. :1–2 ووقع الحاكم كومو التشريع ليصبح قانوناً في 23 يوليو 1984، ووافقت لجنة هيئة النقل الحضرية على القرار في 25 يوليو 1984. تمت الموافقة على اتفاقية تسوية في 24 سبتمبر 1984 لبدء تجديد 88 محطة.
في عام 1988، قبل افتتاح خطوط شارع آرتشر، توافرت أربع محطات فقط يمكن الوصول إليها بواسطة الكراسي المتحركة في نظام المترو. شملت المحطات محطات على مستوى الأرض في كانارسي–شارع روكواي باركواي، ميدل فيلدج–شارع متروبوليتان، وروكواي بارك–بيتش 116؛ بالإضافة إلى محطة مركز التجارة العالمي في مانهاتن السفلى.

#### التسعينيات و2000

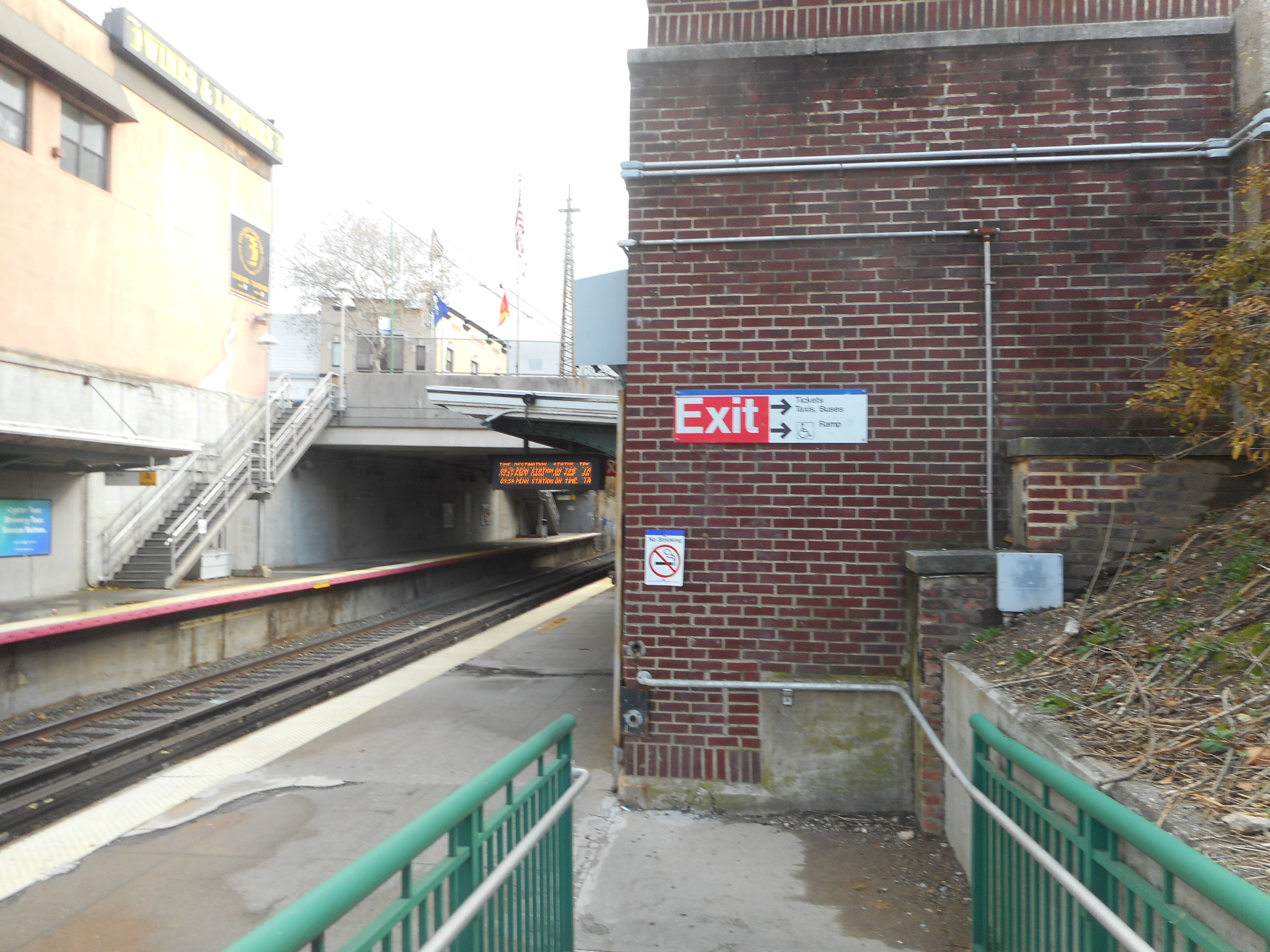
خلف منحدر الوصول على طول المنصة المتجهة شرقًا في محطة Bayside Long Island Rail Road

وقّع الرئيس الأمريكي في 26 يوليو 1990 قانون الأمريكيين ذوي الإعاقة لعام 1990، ملزمًا جميع أنظمة النقل بإتاحة خدماتها ومنشآتها للأشخاص ذوي الإعاقة. طلب القانون من وكالات النقل تقديم خطة محطة رئيسية إلى FTA بحلول 26 يوليو 1992، توضح المنهجية والجدول الزمني لتحسين وسائل الوصول. رغم أن المحطات كان يجب جعلها متاحة بحلول يوليو 1993، مُنحت وكالات النقل إذناً لتمديد الموعد النهائي حتى ثلاثين عامًا. تضمنت خطة محطة مواصلات مدينة نيويورك جعل 54 محطة متاحة وفق معايير ADA بحلول عام 2010.:2
بين عامي 1986 و1991، ازدادت رحلات ذوي الإعاقة باستخدام الحافلات في مدينة نيويورك من 11،000 إلى 120،000 سنويًا. في عام 1991، جُهزت تسعون بالمئة من الحافلات بمصاعد للكراسي المتحركة، وعُدَّل عشر محطات رئيسية من أصل 54 لتكون متاحة لهم؛ بينما كان 20 من 469 محطة قطار أنفاق تحتوي على منحدرات أو مصاعد. سعت هيئة النقل في مدينة نيويورك لتحسين تدريب موظفيها ومشغلي الحافلات لمساعدة ذوي الإعاقة وتشغيل مصاعد الكراسي المتحركة. خُطط لتوفير سيارة واحدة مناسبة لذوي الإعاقة في كل قطار أنفاق بحلول عام 1993، وتجهيز المحطات الرئيسية بمصاعد أو منحدرات بحلول عام 1995.
أنشأت هيئة النقل الحضري لجنة تنسيق الامتثال لقانون ذوي الإعاقة لمواصلات مدينة نيويورك (CCC) في يونيو 1992. تنسق اللجنة خطة الوصول الخاصة بهيئة النقل الحضري وتعمل مع ركاب الهيئة من ذوي الإعاقة.:253 تقدم هيئة النقل الحضري التدريب للركاب ذوي الإعاقة وأسرهم والمتخصصين في التنقل. بين عامي 1995 و2019، دربت الهيئة 775 راكبًا.:308
في عام 1994، عدّلت ولاية نيويورك قوانين النقل والمباني العامة، مضيفة التزامات جديدة تشمل 100 محطة بحلول عام 2020. حددت السلطات فورًا 91 محطة وفق معايير الإدارة الاتحادية للنقل وهيئة النقل الحضرية ونتائج خمس منتديات عامة. ةُقرر اختيار المحطات التسع المتبقية بعد مناقشات مع لجنة النقل المعاقين والمدافعين عن الجمهور.:2 تضمن التعديل أيضًا استثناء نظام المترو وسكك حديد جزيرة ستاتن من تعديلات الوصول المطلوبة للمباني العامة الأخرى.:261
أضاف التعديل شارع 66-مركز لينكولن (قالب:مترو نيويورك برودواي-سفنث المحلي في النهار ) وحديقة بروسبكت-برايتون (قالب:مترو نيويورك حديقة بروسبكت ) إلى قائمة الـ 91 محطة. أتاح الخيار تعديل القائمة بإضافة شارع برودواي-لافاييت (قالب:مترو نيويورك سادسا ) وشارع بليكر (قالب:مترو نيويورك ليكسينغتون المحلي في النهار )؛ واستبدال شارع برود بشارع تشامبرز (كلاهما يخدمه قالب:مترو نيويورك ناساو الجنوب ) وشارع تشرش بمنتصف الطريق الملكي (كلاهما يخدمه قالب:مترو نيويورك برايتون )؛ أو تعديل تواريخ عدة محطات. أيّد الجمهور هذه الخيارات جميعها.:247
في فبراير 1994، وافق مجلس إدارة قالب:MTA على تقديم مشروع القانون إلى الحاكم لتوسيع الالتزام من 54 محطة إلى 91 محطة بحلول عام 2020. في مايو 1994، أضاف المجلس عقودًا لجعل سبع محطات منها قابلة للوصول أثناء مشاريع تجديد 1994-1996 ضمن برنامج رأس المال 1992–1996. شملت المحطات شارع 14 والجادة الثامنة وشارع 207 وشارع تشيرش وشارع 72 وجادة ليكسينغتون وشارع 47–50–مركز روكفلر. حدّد المجلس مواعيد الجوائز بين عامي 1994 و1996. تطلبت المشاريع 60.9 مليون دولار.:F.1–F.10
وافقت الإدارة الفيدرالية للنقل على قائمة 95 محطة رئيسية في يونيو 2000. أضيفت محطة فار روكاواي–موت أفينيو (قالب:مترو نيويورك روكاواي ) ومحطة شارع 180 الشرقي (قالب:مترو نيويورك شارع 180 الشرقي ) إلى القائمة في عامي 2000 و2002، على التوالي. اختيرت محطة ساوث فيري الجديدة (قالب:مترو نيويورك برودواي-سفنث ساوث فيري ) والمحطة الحالية إيسترن باركواي–متحف بروكلين (قالب:مترو نيويورك المركز الشرقي المحلي أيام الأسبوع ) في عامي 2003 و2004، على التوالي. حاز اختيار المحطة المائة على بعض النقاش، وقررت هيئة النقل الحضرية في النهاية اختيار بيدفورد بارك بوليفارد (قالب:مترو نيويورك الكونكورس ).:261
بدأت هيئة النقل الحضرية (MTA) في أغسطس 2007 بنشر قائمة المصاعد والسلالم المتحركة المعطلة على موقعها الإلكتروني. صوت مجلس إدارة هيئة النقل الحضرية في ديسمبر 2007 على عقد بقيمة 1.3 مليون دولار لربط مصاعد النظام وسلالمه المتحركة بنظام مراقبة محوسب لتسريع التعامل مع الأعطال.

#### 2010s
في أكتوبر 2010، رفعت جمعية العمود الفقري المتحدة دعوى قضائية جماعية ضد هيئة النقل الحضري لعدم جعل محطة شارع دايكمان متاحة لذوي الإعاقة خلال ترميم المحطة، متهمة الهيئة بانتهاك قانون الأمريكيين ذوي الإعاقة بعدم تخصيص 20% من ميزانية المشروع لتحسين الوصول. لم تخطط هيئة النقل الحضري لجعل المحطة متاحة بسبب نقص الأموال وكونها غير مصنفة كمحطة رئيسية. في يوليو 2010، أعلنت الجمعية توصلها لتسوية مع الهيئة لتركيب مصعد إلى المنصة المتجهة جنوباً بحلول 2014، بينما لم يُركب مصعد للمنصة الشمالية بسبب معوقات تتعلق بتصنيف المحطة كمعلم تاريخي.
خصصت المدينة 300 مليون دولار لزيادة قابلية الوصول إلى المحطات وفق قانون الأمريكيين ذوي الإعاقة (ADA) ضمن برنامج رأس المال 2015-2019. اختارت السلطات أربع محطات في يناير 2018، وهي: شارع 170 (قالب:مترو نيويورك Jerome )، ملتقى برودواي (قالب:مترو نيويورك Fulton ' لــ المنصات)، شارع ليفونيا (قالب:مترو نيويورك Canarsie )، وساحة كوينزبورو (قالب:مترو نيويورك Queensboro ). يجري حالياً تقييم أربع محطات أخرى، وهي: قالب:مترو نيويورك Jamaica east ' لــ المنصات في ملتقى برودواي، شارع يونيون (قالب:مترو نيويورك Fourth center local header )، بوليفارد فيرنون–شارع جاكسون (قالب:مترو نيويورك Flushing )، وشرق برودواي (قالب:مترو نيويورك Sixth Rutgers ). في أبريل 2018، أضافت إدارة المواصلات في متروبوليتان (MTA) مشروع تحسين وصول ذوي الإعاقة إلى ساحة ويستشستر–شارع شرق تريمونت (قالب:مترو نيويورك Pelham north local ) كجزء من البرنامج.
عينت هيئة النقل الحضرية شركة Stantec في فبراير 2018 لدراسة جدوى وتكلفة توفير إمكانية الوصول لجميع محطات المترو وفق معايير ADA. اعتمدت الدراسة المكتملة لتحديد المحطات التي ستشملها خطة رأس المال للوكالة 2020–2024. وجدت الدراسة استحالة جعل الرصيف الجنوبي في محطة شارع 14–يونيون سكوير على خط IRT Lexington Avenue متاحًا بسبب انحناء المحطة. لم يكن ممكنًا أيضًا جعل محطة شارع Court متاحة بسبب الحاجة لإعادة توجيه عدد كبير من القنوات.

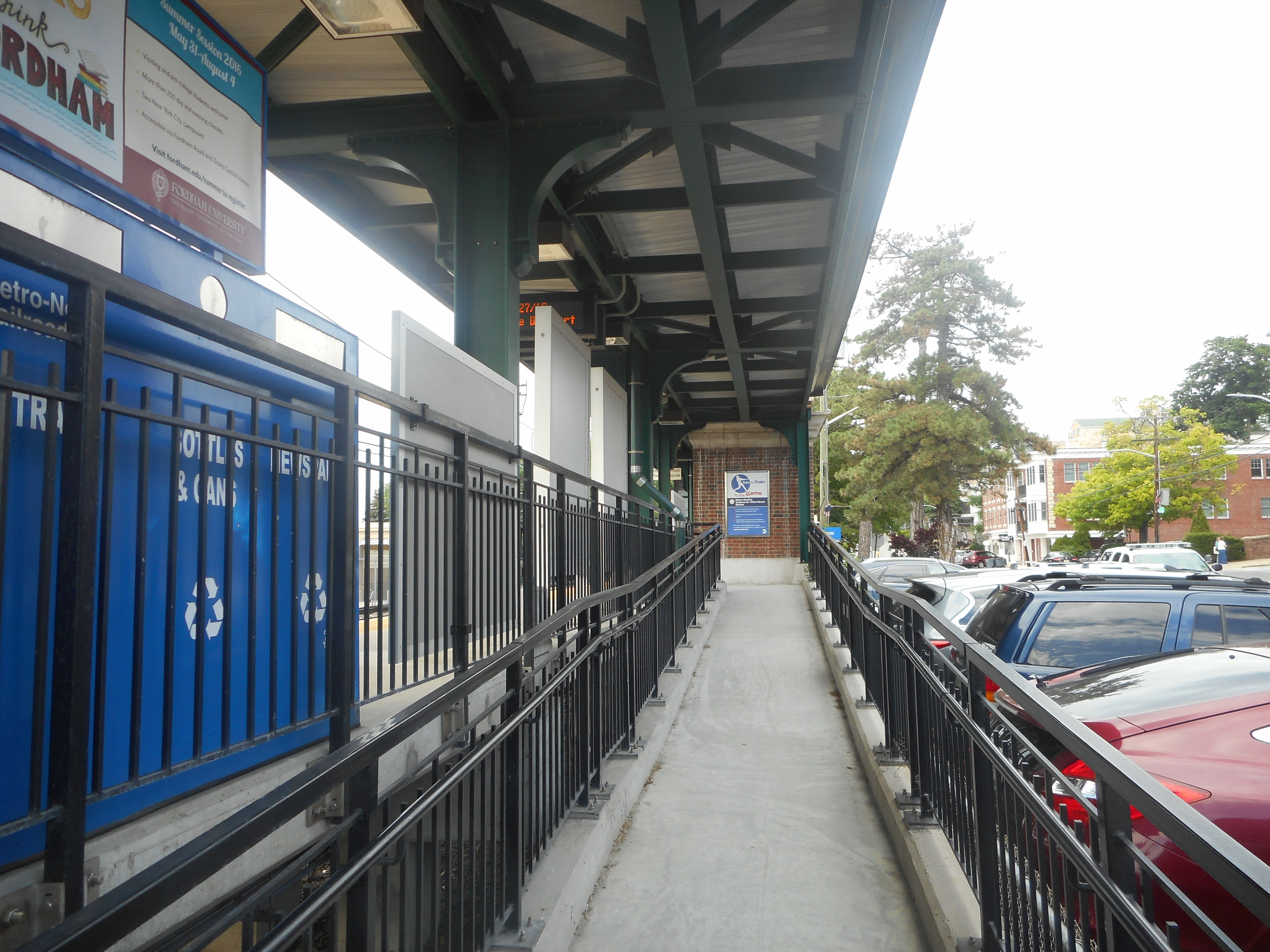
منحدر وصول يؤدي إلى المنصة المتجهة شمالًا في محطة إيرفينغتون ميترونورث

في عام 2018، أطلقت هيئة النقل الحضرية برنامجًا لتحسين خدمات المترو والحافلات، بتعيين مستشار وصول تنفيذي بناءً على طلب المدير آندي بايفورد لتقديم تقارير مباشرة له. ومع ذلك، اعتبر البعض الجهود غير كافية. انتقد المسؤولون الهيئة بعد وفاة امرأة في يناير 2019 إثر سقوطها عن درج محطة بلا مصاعد بشارع سيفينث. أطلقت مجموعة دفاع خريطة للمحطات التي تحتاج إلى تحسينات في الوصول.
في أبريل 2019، رفعت منظمة سوفولك لعيش المستقل دعوى قضائية ضد هيئة النقل الحضري لعدم جعل محطات أميتيفيل وكوبيغ وليندينهورست على خط سكة حديد لونغ آيلاند متاحة رغم إنفاق 5 ملايين دولار على تجديد السلالم الكهربائية من 2015 إلى 2016. توصلت الهيئة إلى تسوية في 10 يوليو 2020، ووافقت على جعل المحطات تمتثل لقانون الأمريكيين ذوي الإعاقة، بما في ذلك تركيب المصاعد. وكان من المقرر الانتهاء من العمل بحلول يونيو 2023، مع تمويل من برنامج رأس مال الهيئة للفترة 2020–2024. اكتمل تركيب المصاعد في عام 2024.

#### من العقد 2020 إلى الوقت الحاضر
بدأت أو اكتملت مشروعات وصول ذوي الإعاقة ADA في 51 محطة اعتبارًا من يناير 2022، ضمن برنامج رأس المال 2020-2024. وتهدف الخطة إلى توفير محطة متاحة للوصول واحدة كل محطتين إلى أربع على كل خط، بحيث تكون جميع المحطات الأخرى على بعد محطتين على الأكثر من محطة متاحة.:37 أعلنت هيئة النقل الحضرية في يونيو 2018 عن إضافة مصاعد في محطة شارع السكست على خط كنارسي بعد إغلاق نفق شارع 14 في 2019–2020. وقامت الهيئة بمسح 345 محطة غير متاحة لتحويلها إلى متاحة ضمن خطة لزيادة عدد المحطات المتاحة للوصول ADA.:93–94 أشارت الهيئة في تقرير فبراير 2019 إلى إمكانية تحديث 36 محطة فقط من أصل 50 بسبب نقص التمويل. ومع ذلك، أوضحت مسودة برنامج رأس المال 2020-2024 التي صدرت في سبتمبر 2019 أن 66 محطة قد تتلقى تحسينات وصول. وأُعلن في ديسمبر عن خطط لتحسين الوصول في 20 محطة إضافية. حللت وسيلة الإعلام ذا سيتي تكلفة استبدال 19 مصعدًا في النظام، ووجدت أن التكلفة تضاعفت من 69 مليون دولار إلى 134 مليون دولار.
في ديسمبر 2020، وافقت هيئة النقل الحضرية على عقد بقيمة 149 مليون دولار لتركيب سبعة عشر مصعداً لرفع كفاءة الوصول في سبع محطات مترو أنفاق ومحطة واحدة من سكة حديد جزيرة ستاتن، إضافة إلى عقد صيانة المصاعد بقيمة 8 ملايين دولار لمدة خمسة عشر عاماً. استغلت الهيئة أموال منحة فيدرالية لمشروع الوصول إلى محطة بن قبل انتهاء صلاحيتها. في البداية، بلغت تكلفة جعل المحطات الثمانية قابلة للوصول 581 مليون دولار، وجرى تقليص التكلفة من خلال التخطيط دون بناء غرف آلات لتقليل الحفريات وإعادة توجيه المرافق تحت الأرض. في يناير 2022، أضافت الهيئة مشروعاً لجعل محطة ماسابيكوا بارك على LIRR متوافقة مع معايير ADA ضمن برنامج رأس المال 2020–2024.
أعلنت هيئة النقل الحضرية في أوائل 2021 اقتراح قانون التقسيم إلى مناطق، الذي يهدف إلى زيادة عدد مصاعد المترو عبر وضعها على ممتلكات خاصة. يلتقي مطورو الأراضي المجاورة لمحطات المترو مع هيئة النقل الحضرية لتقييم إمكانية بناء مدخل مصعد، مما يتيح لهم "مكافآت كثافة" لزيادة مساحة مبانيهم. وافق مجلس مدينة نيويورك على ZFA في أكتوبر 2021، وأُعلن عن المشروع الأول للبرنامج بعد شهرين. في يونيو 2022، اقترحت الهيئة جعل 95% من محطات المترو ومحطات سكك حديد جزيرة ستاتين متاحة بحلول عام 2055، ضمن تسوية لدعويين قضائيتين جماعيتين. يتضمن ذلك تركيب مصاعد ومنحدرات في 81 محطة قبل 2025، و85 محطة أخرى بين 2025 و2035، و90 محطة إضافية في العقدين التاليين. لم تتمكن 5% من المحطات من استيعاب المصاعد أو المنحدرات بسبب قيود تقنية.
في عام 2021، أعلنت هيئة النقل الحضرية عن تركيب بوابات تذاكر واسعة في خمس محطات مترو أنفاق. قامت الهيئة بالشراكة مع Cubic لتصميم البوابات، بهدف تسهيل الوصول للمحطة لذوي الاحتياجات الخاصة. في إطار تحسين وصول الدراجات، أعلنت الهيئة عن المحطات: جادة أستوريا، وجادة سوتفين/مطار جون إف كينيدي في كوينز، وبولينغ غرين، وشارع 34-محطة بن في مانهاتن، وشارع أتلانتيك-مركز باركليز في بروكلين. تأخر تنفيذ هذه البوابات؛ وأفاد مسؤول الهيئة في فبراير 2023 بأنه سيتم تركيبها في محطتي Sutphin Boulevard–Archer Avenue–JFK Airport وAtlantic Avenue–Barclays Center قريبًا. وافقت الهيئة على النظر في زيادة أحجام المصاعد وتكرارها لراحة مستخدمي الدراجات. في نوفمبر 2022، منحت الهيئة عقدًا لتركيب 21 مصعدًا بـ965 مليون دولار في ثماني محطات. تم منح العقد في الشهر التالي. كما منحت عقدًا بـ146 مليون دولار لتركيب ثمانية مصاعد في أربع محطات ووقعت عقودًا لتطوير إمكانية الوصول في 13 محطة أواخر 2023.
خططت هيئة النقل الحضرية لتمويل العديد من مشاريع الوصول باستخدام العائدات من تسعير الازدحام في مدينة نيويورك، والذي نُفِّذ في عام 2025. في أغسطس 2024، أشار قاضٍ بالدولة إلى أن حكومة المدينة ربما تضطر لدفع تكاليف تعديل المنصات في عدة محطات، لتقليل الفجوات بين القطار والمنصة. كجزء من برنامج رأس المال لـ هيئة النقل الحضرية للأعوام 2025-2029، أكدت الوكالة أنها ستجعل 60 محطة مترو إضافية و6 محطات قطار ركاب متاحة للوصول وفق قانون ADA، والذي سيكلف إجمالياً 7.1 مليار دولار. بحسب Curbed، تُعزى التكاليف العالية لهذه التحسينات جزئياً إلى مشاريع ذات صلة غير مباشرة مثل تحديث المعدات، حيث تُكلف المصاعد نفسها فقط 5 ملايين دولار لكل واحدة في المتوسط.

### انتقادات
تعرضت هيئة النقل الحضرية لانتقادات لعدم توفيرها سهولة الوصول، خاصة في مترو نيويورك. اعتباراً من سبتمبر 2021، كان فقط 28% من بين 472 محطة مترو في المدينة متاحاً للوصول، وهي من بين أدنى النسب لأي نظام نقل رئيسي عالمي. في عقد 2010، فصلت أكثر من عشر محطات بين بعض المحطات المتاحة. وجد تقرير من مراقب المالي في مدينة نيويورك صدر في يوليو 2018 أن من بين 189 حياً معترفاً به رسمياً، كان لدى 122 منها على الأقل محطة مترو، لكن فقط 62 من هذه الأحياء كان لديها محطات متاحة للوصول. حتى في بعض المحطات التي يُعلن عن إتاحتها وفق ADA (مثل شارع 59–كولومبوس سيركل وتايمز سكوير–شارع 42)، تجاوزت الفجوات بين القطارات والمنصات الحد الأقصى المسموح به وفق ADA.
بعض الأماكن مثل وودلون وجنوب بروكلين وستابلتون، والأحياء ذات النسبة العالية من السكان المسنين أو الشباب، تفتقر إلى محطات يسهل الوصول إليها. وكشف تقرير المراقب المالي أن حوالي 640،000 شخص من الشباب أو المسنين أو ذوي الإعاقة في المدينة لا يمكنهم الوصول إلى محطات قريبة، بينما يتمتع 760،000 آخرون بهذا الوصول. ونتج عن ذلك ارتفاع معدل بطالة بين المقيمين ذوي الإعاقة في نيويورك، حيث تبلغ نسبة قوة العمل بينهم 25٪، وهو ثلث نسبة مشاركة غير ذوي الإعاقة التي تصل إلى 75٪. إذا تعطلت المصاعد في بعض المحطات، يضطر الركاب ذوو الإعاقة إلى اتباع مسار ملتف للوصول إلى وجهتهم. بين 2017 و2023، عملت مصاعد نظام المترو بأكثر من 95٪ من الوقت في المتوسط، لكن دعاة حقوق الإعاقة أفادوا بأن 25 مصعدًا تعطل يوميًا في المتوسط عام 2023.
بالمقارنة مع هيئة النقل الحضري، تُتاح جميع محطات مترو أنفاق بوسطن MBTA للجميع باستثناء واحدة، بينما تخطط قالب:Template name لجعل جميع المحطات متاحة بحلول ثلاثينيات القرن الحالي. كان من المقرر أن تكون شبكة قطارات الأنفاق بتورونتو متاحة للجميع بحلول عام 2025، كما تخطط مونتريال لتحقيق ذلك بحلول عام 2038. تتسم نظاما بوسطن وشيكاغو بالقدم أو أقدم من نظام مترو أنفاق مدينة نيويورك، رغم أن جميع هذه الأنظمة تضم عددًا أقل من المحطات مقارنة بمترو أنفاق نيويورك. تتوفر الأنظمة الأحدث مثل مترو واشنطن العاصمة والنقل السريع لمنطقة الخليج بالكامل منذ افتتاحها في السبعينيات.

#### عدم توفر الممرات والمحطات الرئيسية
تفتقر العديد من محطات النقل، مثل تقاطع برودواي على قالب:مترو نيويورك تقاطع برودواي  وشارع ديلانسي/شارع إسكس على قالب:مترو نيويورك ديلانسي-إسكس ، إلى ملاءمتها لاستخدام الكراسي المتحركة، مما يعقد التنقل بين أجزاء المدينة. تحتوي خدمة شاتل روكواي بارك، الممتدة من برود تشانيل إلى روكواي بارك–شاطئ الشارع 116، على محطة واحدة فقط ملائمة للوصول. تملك عدة محطات مصاعد تصل فقط من مستوى الشارع إلى منصة الميزانين الخاصة بها. بعض المحطات أيضًا في لير غير ملائمة للوصول.
تفتقر عدة محطات تخدم الملاعب الرياضية الكبرى في المنطقة الحضرية إلى السهولة في الوصول. تسمح محطة مترو الأنفاق ميتس-ويلتس بوينت، المجاورة لسيتي فيلد (موطن نيويورك ميتس)، بالوصول عبر منحدر في منصة جنوبية جانبية تفتح خلال الأحداث الخاصة فقط. لا تتوافق محطة السكك الحديدية لونغ آيلاند، التي تحمل الاسم نفسه، مع قانون الأمريكيين ذوي الإعاقة، ولا محطة السكك الحديدية التي تخدم بلمونت بارك. لم تكن محطة مترو أنفاق مضمار أكويداكت متاحة للوصول حتى عام 2013، بعد مشروع تجديد استمر عامين بناءً على طلب كازينو ريزورتس وورلد، الذي افتتح بالقرب منها في عام 2011. تستطيع جميع حافلات نيويورك استيعاب الركاب، لكن الانتقالات والرحلات تكون مرهقة لأن الحافلات تعمل بتردد أقل من مترو الأنفاق.

#### قضايا قانونية
وفقًا للـADA، يجب تخصيص 20% من تكلفة تجديدات المحطات لتطويرات ADA عند إجراء تعديلات كبيرة، إلا أن هذا غير مُطبق دائمًا في مترو أنفاق نيويورك. جددت محطة "سميث–ناينث" لمدة عامين وافتتحت في 2013 دون تركيب مصاعد. كما لا تتضمن محطات مبادرة المحطات المحسّنة، التي بدأت في 2017، تركيب مصاعد، باستثناء تلك المزوّدة بها مسبقًا مثل "هانتس بوينت أفينيو". أثار غياب المصاعد في محطة "110 باركواي– كاتدرائية" بعد تجديدها، احتجاجات من أعضاء مجلس المدينة والشيوخ وناشطين في حقوق ذوي الإعاقة.
تواجه القضية العديد من الدعاوى القضائية المرتبطة بها. رفعت أول دعوى من هذا النوع جمعية قدامى المحاربين المشلولين في الشرق عام 1979 بناءً على قانون الدولة. في عام 2011، أضافت هيئة النقل في متروبوليتان مصعدًا في محطة شارع دايكمان (قالب:مترو نيويورك شمال برودواي-سفنث ) بعد دعوى من جمعية العمود الفقري المتحدة أثناء تجديد المحطة. في عام 2016، قاضت مجموعة حقوق ذوي الإعاقة هيئة النقل لعدم تركيبها مصعدًا في محطة طريق ميدلتاون خلال تجديد عام 2014. في 2017، رفعت مجموعات أخرى دعوى جماعية ضد الهيئة بسبب ضعف الوصول إلى المترو، معتبرة إياه انتهاكًا للقوانين المحلية والفيدرالية. طالبت المجموعات بالحفاظ على مصاعد المترو في حالة جيدة. رفضت محكمة فدرالية دعوى 2017 بعدما أكدت الهيئة أن المصاعد تعمل بنسبة لا تقل عن 96.5% من الوقت، إلا أن الرفض ألغي عند الاستئناف.
رفعت الحكومة الفيدرالية دعوى قضائية ضد هيئة النقل الحضرية في مارس 2018 لعدم وجود مصاعد بمحطة طريق ميدلتون ومحطات مبادرة المحطة المحسنة. حكم القاضي الفيدرالي إدغاردو راموس في مارس 2019 بضرورة تضمين تحسينات تجعل المحطة متاحة بالكامل عند ترميم محطات المترو التي "تؤثر على استخدام المحطة"، إلا إذا كان ذلك غير ممكن. وصلت القضية في فبراير 2021 إلى حالة الدعوى الجماعية بمحكمة الولاية مع أكثر من 500،000 متقاضٍ; تم حل الدعوى كجزء من اتفاقية تسوية في يونيو 2022 مع هيئة النقل الحضرية.

## عدد المحطات
| النظام               | عدد المحطات المجهزة | إجمالي عدد المحطات | النسبة المئوية |
| -------------------- | ------------------- | ------------------ | -------------- |
| مترو نيويورك (فردية) | 145                 | 472                | 31%            |
| مترو نيويورك (مركبة) | 119                 | 378                | 31%            |
| سكك حديد جزيرة ستاتن | 6                   | 21                 | 29%            |
| سكة حديد لونغ آيلاند | 105                 | 124                | 85%            |
| سكة الحديد مترو-نورث | 79                  | 124                | 64%            |
| النظام بشكل عام      | 298                 | 686                | 43%            |

## النقل السريع

### مترو أنفاق مدينة نيويورك

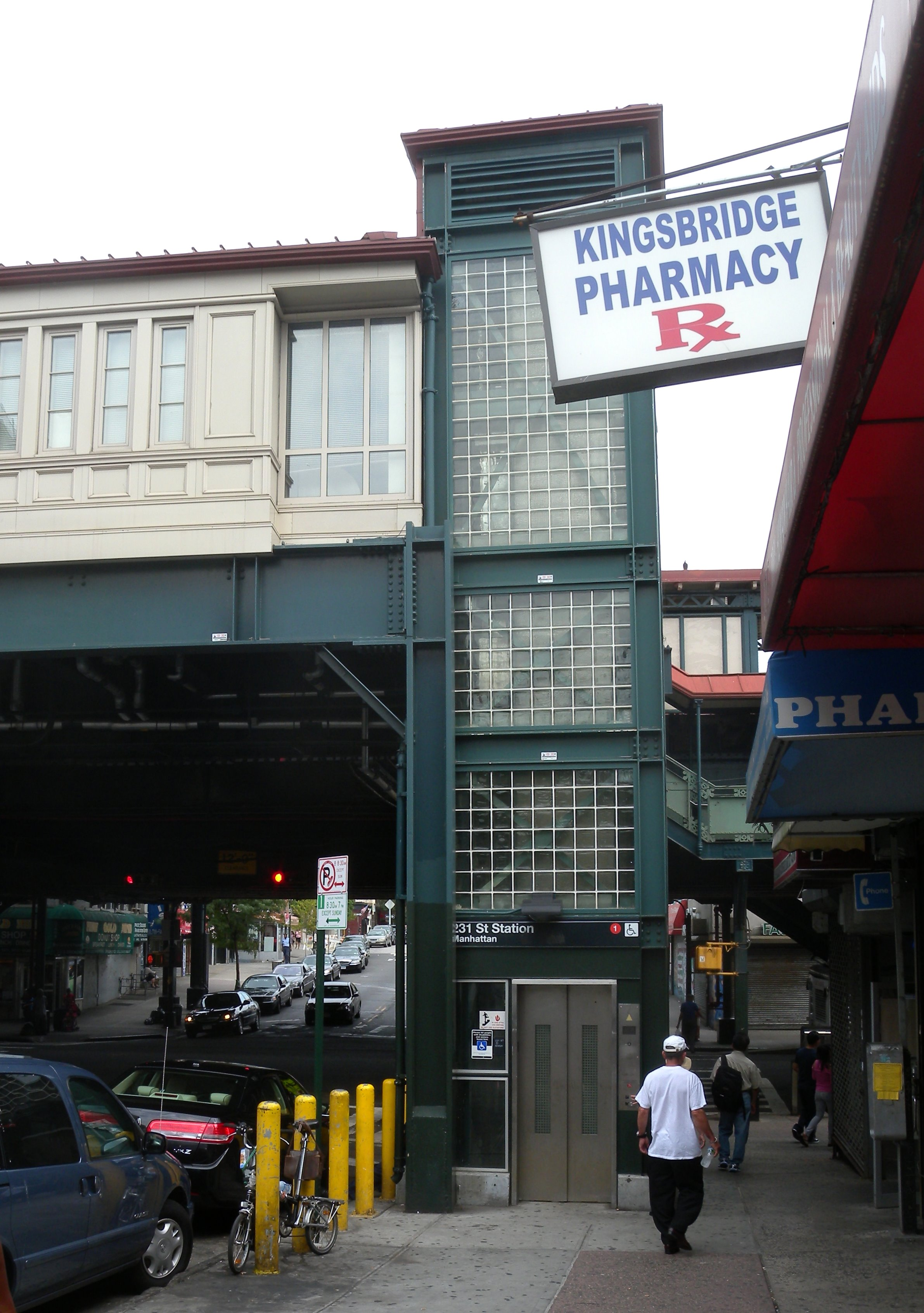
مصعد في محطة شارع 231 المرتفعة

اعتبارًا من أبريل 2024، من أصل 472 إجمالي المحطات في نظام مترو أنفاق مدينة نيويورك، 145 (أو 31%) يمكن الوصول إليها إلى حد ما؛ العديد منها لديها وصول AutoGate. إذا احتُسبت مجمعات المحطات كمحطة واحدة، فإن 119 من أصل 378 من محطات النظام يمكن الوصول إليها إلى حد ما (أو 31%). هناك 21 محطة أخرى بدون وصول ADA مع تبادلات على نفس المنصة، بالإضافة إلى تحويلات على نفس المنصة، مصممة للتعامل مع تحويلات الكراسي المتحركة.
سعت هيئة النقل في المدينة إلى جعل 100 "محطة رئيسية" متاحة بحلول عام 2020 للامتثال لقانون الأمريكيين ذوي الإعاقة (ADA)، من بينها، كانت 97 محطة متاحة، 2 قيد الإنشاء، وواحدة (محطة 68 الشارع–كلية هنتر) تحت التصميم في ذلك العام.:250 وقد قامت بتعديل العديد من "المحطات غير الرئيسية" أيضاً. تحتوي العديد من محطات المترو على مصاعد تنتقل بين المساحات العليا والشارع (خارج منطقة التحكم في الأجرة)، وكذلك مصاعد بين المساحات العليا والمنصات (داخل منطقة التحكم في الأجرة). اعتبارًا من 2025، يتم تجهيز بعض المحطات بمصاعد تنتقل مباشرة من الشارع إلى المنصة، متجاوزةً المساحات العليا الحالية؛ يلغي هذا الترتيب الحاجة إلى مصاعد إضافية نحو المساحات العليا، وبالتالي يوفر المال.
نظرًا لتصميمها، تم بناء العديد من محطات المترو الحالية بمنصات ضيقة، مما يجعل من الصعب تركيب الكراسي المتحركة في مثل هذه المحطات. تحتوي سبع مجموعات من المحطات في النظام على مزيج من المنصات القابلة للوصول وتلك غير القابلة للوصول.
آخر محطة مترو تم بناؤها بدون الوصول للمعاقين كانت محطة الشارع 57 على خط IND الجادة السادسة، وافتتحت في عام 1968. جميع المحطات التي بنيت منذ ذلك الحين تم تجهيزها بالكامل للوصول للمعاقين. بسبب قانون الدولة لذوي الاحتياجات الخاصة، تم جعل المحطات على خطي شارع آرتشر وشارع 63 يمكن الوصول إليها بالكامل عند افتتاحها في عامي 1988 و1989، على التوالي، قبل قانون الأمريكيين ذوي الإعاقة في عام 1990. -->

#### مانهاتن
اعتبارًا من ديسمبر 2024، هناك 65 محطة متوافقة مع معايير ADA في مانهاتن من أصل 153 (42%)، أو 47 (39%) إذا تم احتساب المحطات في المجمعات كمحطة واحدة. تم تمييز المحطات المبنية بعد عام 1990 بعلامة نجمية (*).
| المحطة                                | الخدمات                                                                       | مدخل مخصص لذوي الاحتياجات الخاصة وملاحظات |
| ------------------------------------- | ----------------------------------------------------------------------------- | --- |

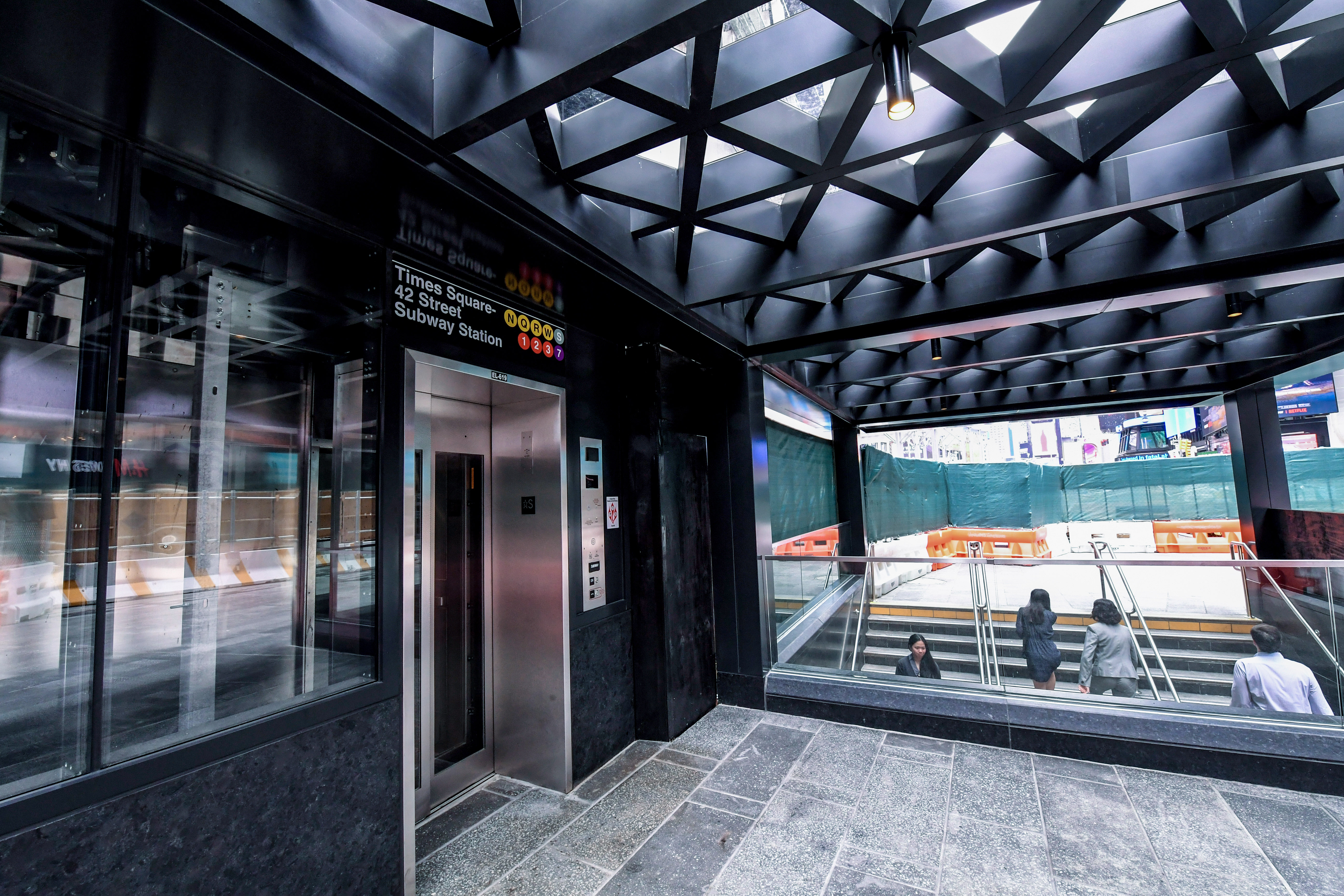
مصعد في مجمع محطة تايمز سكوير–شارع 42

| الجادة الأولى                         | قالب:NYCS Canarsie                                                            | - مصعد للخدمة باتجاه الغرب عند الركن الشمالي الغربي من شارع 14 والجادة A. - مصعد للخدمة باتجاه الشرق عند الركن الجنوبي الغربي من شارع 14 والجادة A. |
| شارع 14/الجادة الثامنة                | قالب:NYCS 14th Eighth                                                         | - مصعد عند الركن الشمالي الغربي من شارع 14 والجادة الثامنة. |
| شارع 14/الجادة السادسة                | قالب:NYCS Broadway-Seventhقالب:NYCS Sixth localقالب:NYCS Canarsie             | - مصعد في الركن الشمالي الشرقي من شارع 14 والجادة السادسة لصالح قالب:NYCS Canarsie والاتجاه الشمالي قالب:NYCS Sixth local. - مصعد في الركن الشمالي الغربي من شارع 14 والجادة السادسة لصالح قالب:NYCS Canarsie والاتجاه الجنوبي قالب:NYCS Sixth local (يربط بالممر إلى محطة شارع 14-الجادة السابعة قالب:NYCS Broadway-Seventh). - مصعد في الركن الجنوبي الغربي من شارع 14 والجادة السابعة لصالح قالب:NYCS Broadway-Seventh (يربط بالممر إلى الجادة السادسة قالب:NYCS Canarsie ومحطات شارع 14 قالب:NYCS Sixth local). |
| شارع 14–Union Square                  | قالب:NYCS Broadwayقالب:NYCS Canarsie                                          | - مصعد في الركن الشمالي الشرقي من شارع 14 وPark Avenue South (Union Square East). ملاحظة: المنصات الخاصة بـقالب:NYCS Lexington ليست متوافقة مع ADA. |
| شارع 23                               | قالب:NYCS Lexington local                                                     | - مصعد للخدمة في الاتجاه الشمالي في الركن الشمالي الشرقي من شارع 23 وPark Avenue South. - مصعد للخدمة في الاتجاه الجنوبي في الركن الشمالي الغربي من شارع 23 وPark Avenue South. |
| شارع 28                               | قالب:NYCS Lexington local                                                     | - مصعد في الركن الجنوبي الغربي من شارع 28 وPark Avenue South. ملاحظة: متاح للقطارات المتجهة جنوباً فقط. |
| شارع 34 – Herald Square               | قالب:NYCS Sixth قالب:NYCS Broadway                                            | - مصعد في مبنى Herald Center على الجانب الغربي من Broadway جنوب شارع 34. |
| شارع 34 – Hudson Yards*               | قالب:NYCS Flushing                                                            | - مصعد بالقرب من الركن الجنوبي الغربي لـHudson Park & Boulevard وشارع 34. |
| شارع 34 – Penn Station                | قالب:NYCS Broadway-Seventh                                                    | - مصعد على الجانب الجنوبي من شارع 34 الغربي غرب الجادة السابعة عند المدخل LIRR إلى Penn Station. - مصعد في الركن الشمالي الغربي من الجادة السابعة وشارع 33 الغربي. |
| شارع 34 – Penn Station                | قالب:NYCS Eighth south                                                        | - مصعد في الركن الجنوبي الشرقي من شارع 34 والجادة الثامنة. |
| شارع 42-Port Authority Bus Terminal   | قالب:NYCS Eighth south                                                        | - مصعد داخل Port Authority Bus Terminal على الجادة الثامنة بين الشارعين 41 الغربي و42 الغربي. - مصعد ورافعة تعمل يدويًا في الركن الجنوبي الغربي من الجادة الثامنة وشارع 44 غربي. - ملاحظة: - ممر الندوة المستخدم للتحويل بين قالب:NYCS Eighth south وقطارات قالب:NYCS Times Square ليس متوافقاً مع ADA. |
| الشوارع 47-50 Rockefeller Center      | قالب:NYCS Sixth                                                               | - مصعد في الزاوية الشمالية الغربية من الجادة السادسة وشارع 49. |
| شارع 49                               | قالب:NYCS Broadway north local                                                | - مصعد في الزاوية الشمالية الشرقية من شارع 49 والجادة السابعة. ملاحظة: يمكن الوصول إليها فقط للقطارات المتجهة شمالاً. |
| شارع 50                               | قالب:NYCS Eighth south local day                                              | - مصعد في الزاوية الشمالية الغربية من شارع 49 والجادة الثامنة. ملاحظة: يمكن الوصول إليها فقط للقطارات المتجهة جنوباً. |
| جادة ليكسينغتون/ شارع 51              | قالب:NYCS Lexington 51st                                                      | - مصعد في الزاوية الشمالية الشرقية من شارع 52 وجادة ليكسينغتون |
| شارع 57–الجادة السابعة                | قالب:NYCS Broadway north                                                      | - مصعد في الزاوية الشمالية الشرقية من شارع 55 والجادة السابعة. - مصعد في الزاوية الجنوبية الغربية من شارع 57 والجادة السابعة. ملاحظة: المصعد في شارع 57 غير متوافق مع ADA. |
| شارع 59–دائرة كولومبوس                | قالب:NYCS Columbus Circle                                                     | - مصعد في الزاوية الشمالية الغربية من دائرة كولومبوس وCentral Park West. - مصعد في الزاوية الجنوبية الغربية من الجادة الثامنة ودائرة كولومبوس. |
| شارع 66–مركز لينكولن                  | قالب:NYCS Broadway-Seventh local                                              | - مصعد للخدمة المتجهة شمالاً في الزاوية الجنوبية الشرقية من شارع 66 وبرودواي. - مصعد للخدمة المتجهة جنوباً في الزاوية الجنوبية الغربية من شارع 66 وبرودواي. |
| شارع 68–كلية هانتر                    | قالب:NYCS Lexington local                                                     | - مصعد في الزاوية الشمالية الشرقية من شارع 68 وجادة ليكسينغتون. |
| شارع 72                               | قالب:NYCS Broadway-Seventh                                                    | - مصاعد داخل محطة البيت في الجانب الشمالي من شارع 72 بين برودواي وشارع أمستردام. |
| الشارع 72*                            | قالب:NYCS Second                                                              | - مصاعد عند الزاوية الجنوبية الشرقية من الجادة الثانية وشارع 72. |
| الشارع 86                             | قالب:NYCS Lexington local                                                     | - مصعد في الزاوية الشمالية الشرقية من شارع 86 والجادة ليكسينغتون. ملحوظة: الوصول يقتصر على القطارات المحلية المتجهة شمالاً. |
| الشارع 86*                            | قالب:NYCS Second                                                              | - مصعد عند الزاوية الجنوبية الشرقية من الجادة الثانية وشارع 86. |
| الشارع 96                             | قالب:NYCS Broadway-Seventh                                                    | - مصاعد داخل بيت المحطة في منتصف الجادة برودواي؛ مداخل في الجانب الجنوبي من شارع 96 والجانب الشمالي من شارع 95. |
| الشارع 96*                            | قالب:NYCS Second                                                              | - مصعد في الساحة على الجانب الغربي من الجادة الثانية بين شارعي 95 و96. |
| الشارع 125                            | قالب:NYCS Lexington                                                           | - مصعد عند الزاوية الشمالية الشرقية من شارع 125 والجادة ليكسينغتون. |
| الشارع 125                            | قالب:NYCS Eighth center                                                       | - مصعد عند الزاوية الجنوبية الغربية من شارع 125 وشارع سانت نيكولاس. |
| الشارع 135                            | قالب:NYCS Lenox                                                               | - مصعد لخدمة المتجهين شمالاً عند الزاوية الشمالية الشرقية من شارع 135 وشارع ليونكس. - مصعد لخدمة المتجهين جنوباً عند الزاوية الجنوبية الغربية من شارع 135 وشارع ليونكس. |
| الشارع 168                            | قالب:NYCS Eighth north                                                        | - مصعد في الزاوية الجنوبية الشرقية من شارع 168 وشارع سانت نيكولاس لمستخدمين قالب:NYCS Eighth north فقط. ملاحظة: المصاعد إلى منصات قالب:NYCS Broadway-Seventh north ليست متوافقة مع ADA. |
| شارع 175                              | قالب:NYCS-bull-small                                                          | - مصعد في الزاوية الشمالية الشرقية من شارع 177 وشارع فورت واشنطن. |
| شارع 181                              | قالب:NYCS-bull-small                                                          | - مصاعد داخل مبنى المحطة على الجانب الشرقي من شارع فورت واشنطن بين الشارعين 183 غرباً و185 غرباً مقابل حديقة بنيت. - مدخل منحدر للكراسي المتحركة في الزاوية الشمالية الغربية من شارع 184 غرباً وتراس أوفرلوك. |
| بولينغ غرين                           | قالب:NYCS Lexington south                                                     | - مصعد إلى منصة الاتجاه الشمالي ومستوى الميزانين السفلي في الزاوية الشمالية الشرقية من شارع برودواي ومكان بطارية. - ملاحظة: - المصعد إلى مستوى الميزانين السفلي ومنصة الاتجاه الجنوبي داخل منطقة تحكم الأجرة لهذه المحطة. |
| شارع برودواي–لافاييت/شارع بليكر       | قالب:NYCS Lexington local قالب:NYCS Sixth                                     | - مصعد في الزاوية الشمالية الغربية من شارع لافاييت وشارع هاوستن. |
| جسر بروكلين–قاعة المدينة/شارع تشامبرز | قالب:NYCS Brooklyn Bridge - Chambers Street                                   | - مصعد في الجانب الغربي من شارع سنتر جنوب شارع تشامبرز. |
| شارع القناة                           | قالب:NYCS Lexington local                                                     | - مصعد لخدمة الاتجاه الشمالي في الركن الشمالي الشرقي من شارع القناة وشارع لافاييت. - مصعد لخدمة الاتجاه الجنوبي في الركن الشمالي الغربي من شارع القناة وشارع لافاييت. ملاحظة: قالب:NYCS Broadway، منصات قالب:NYCS Nassau north ليست متوافقة مع متطلبات ADA. |
| شارع تشامبرز                          | قالب:NYCS Broadway-Seventh                                                    | - مصعد عند الركن الشمالي الغربي من شارعي هدسون وتشامبرز. |
| شارع كورتلاند/مركز التجارة العالمي    | قالب:NYCS Broadway southقالب:NYCS Eighth far south local                      | - مصاعد عند الركن الجنوبي الغربي لشارع داي/برودواي والركن الشمالي الشرقي في شارع جون/برودواي، مشتركة مع قطارات قالب:NYCS Lexington south. - مصعد عند الركن الجنوبي الشرقي لشارع تشيرش ومكان بارك. ملاحظة: منصات قالب:NYCS Broadway-Seventh Brooklyn، قالب:NYCS Eighth Cranberry ليست متوافقة مع متطلبات ADA. |
| شارع دايكمان                          | قالب:NYCS Broadway-Seventh north                                              | - مصاعد داخل محطة الركن الجنوبي الغربي لشارع هيلسايد وشارع سانت نيكولاس/تل فورت جورج (قابل للوصول عبر منحدر الكراسي المتحركة على مستوى الشارع). |
| شارع فولتون                           | قالب:NYCS Fulton-Broadway                                                     | - مصاعد عند الزاوية الجنوبية الغربية لشارع داي/برودواي والزاوية الشمالية الشرقية في شارع جون/برودواي لقطارات قالب:NYCS Lexington south، ووصلة إلى قطارات قالب:NYCS Broadway south. - مصعد عند الزاوية الشمالية الشرقية لشارع فولتون وشارع ناسو لقطارات قالب:NYCS Fulton، قالب:NYCS Nassau south. - مصعد عند الزاوية الجنوبية الغربية لشارع فولتون وشارع ويليام لقطارات قالب:NYCS Fulton، قالب:NYCS Broadway-Seventh Brooklyn.                                                                                       |
| شارع غراند سنترال–42                  | قالب:NYCS Lexingtonقالب:NYCS Flushingقالب:NYCS 42nd                           | - مصعد إلى الطابق النصفي داخل المدخل الرئيسي، مباشرةً على يمين مدخل محطة غراند سنترال (شارع 42 الشرقي بين آفنيو بارك و آفنيو ليكسينغتون). - مصعد عند الزاوية الشمالية الغربية لشارع 42 الشرقي وآفنيو ليكسينغتون. |
| إنوود–شارع 207                        | A                                                                             | - مصعد عند الزاوية الشمالية الغربية من برودواي وشارع 207. |
| آفنيو ليكسينغتون–شارع 63              | قالب:NYCS 63rd IND قالب:NYCS 63rd BMT                                         | - مصعد في الجانب الشمالي لشارع 63 غرب آفنيو ليكسينغتون. - مصعد عند الزاوية الشمالية الغربية لشارع 63 وآفنيو الثالث. |
| جزيرة روزفلت                          | قالب:NYCS 63rd IND                                                            | - مصاعد في مبنى المحطة. |
| South Ferry*                          | قالب:NYCS Broadway-Seventh South Ferry                                        | - مصعد في الزاوية الجنوبية الغربية من شارعي وايتهول وستيت. ملاحظة: المنصات قالب:NYCS Broadway south غير متوافقة مع معايير ADA. |
| تايمز سكوير–42nd Street               | قالب:NYCS Broadway-Seventhقالب:NYCS Flushing قالب:NYCS Broadwayقالب:NYCS 42nd | - مصاعد في الزاوية الجنوبية الشرقية من الجادة السابعة وشارع 42 الغربي والزاوية الشمالية الغربية من برودواي وشارع 42 الغربي. - ملاحظات: - المنحدر المستخدم للانتقال بين قالب:NYCS Times Square وقالب:NYCS Eighth south القطارات غير متوافق مع معايير ADA. - المنحدر المستخدم للانتقال بين قالب:NYCS Times Square وقالب:NYCS Sixth القطارات غير متوافق مع معايير ADA. (منصات قالب:مترو نيويورك Sixth ' لــ في 42nd Street–Bryant Park غير متوافقة مع معايير ADA أيضاً.)                                                |
| شارع 4 الغربي– ساحة واشنطن            | قالب:NYCS Eighth south قالب:NYCS Sixth                                        | - مصعد في الزاوية الشمالية الشرقية من الجادة السادسة وشارع الثالث. |
| WTC Cortlandt*                        | قالب:NYCS Broadway-Seventh South Ferry                                        | - مصعد في الزاوية الجنوبية الغربية من شارعي غرينتش وفيسي. |

#### برونكس
اعتبارًا من يناير 2025، توجد 19 محطة متوافقة مع قانون ذوي الاحتياجات الخاصة في برونكس من أصل 70 (27%)، أو 18 (26%) إذا حسبت المحطات في المجمعات كمحطة واحدة.
| المحطة                             | الخدمات                          | المدخل المهيأ والملاحظات |
| ---------------------------------- | -------------------------------- | --- |

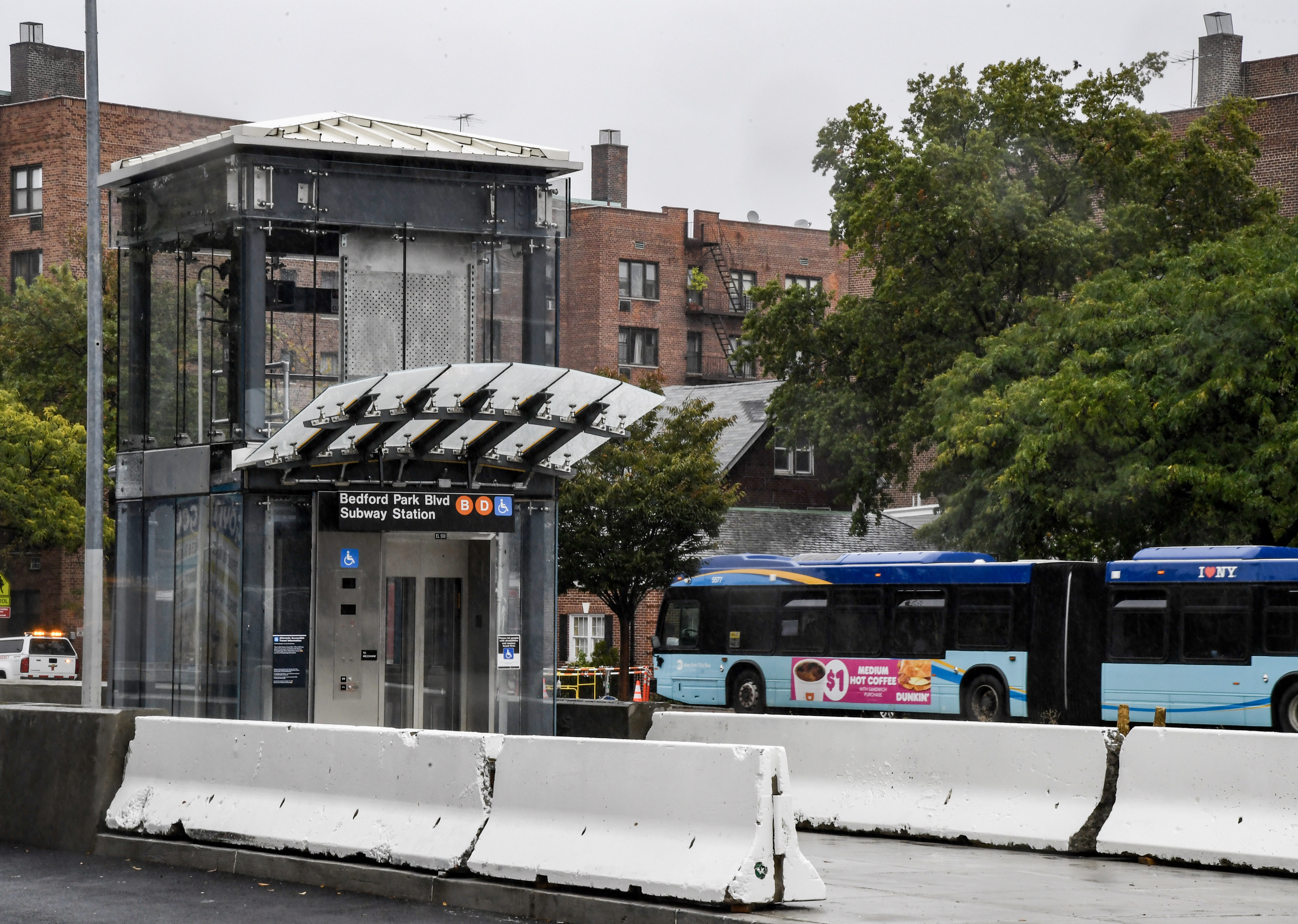
مصعد في محطة بيدفورد بارك بوليفارد

| الجادة الثالثة–شارع 149            | قالب:NYCS White Plains           | - توفر المصعد للخدمة الشمالية في الزاوية الجنوبية الغربية من شارع 149 والجادة الثالثة. - يوفر المصعد للخدمة الجنوبية في الزاوية الشمالية الغربية من شارع 149 وملروز أفنيو.      |
| شارع 161–ملعب يانكيز               | قالب:NYCS Yankee Stadium         | - يوجد المصعد في الزاوية الشمالية الشرقية من شارع 161 وجادة النهر. |
| شارع 170                           | قالب:NYCS Jerome                 | - يتواجد المصعد في الزاوية الجنوبية الشرقية من شارع 170 الشرقي وجادة جيروم. |
| شارع 231                           | قالب:NYCS Broadway-Seventh north | - يقدم المصعد للخدمة الشمالية في الزاوية الجنوبية الشرقية من شارع 231 وبرودواي. - يقدم المصعد للخدمة الجنوبية في الزاوية الجنوبية الغربية من شارع 231 وبرودواي.                 |
| شارع 233                           | قالب:NYCS White Plains north     | - يقع المصعد في الزاوية الشمالية الغربية من طريق وايت بلاينز وشارع 233. |
| بوليفارد بيدفورد بارك              | قالب:NYCS Concourse              | - وُضِعَ مصعد في الركن الشمالي الغربي من جراند كونكورس (الشارع الرئيسي) وبوليفارد بيدفورد بارك.                                                                                    |
| شارع شرق 149                       | قالب:NYCS Pelham local           | - وُجِدَ مصعد لخدمة الاتجاه شمالًا في الركن الجنوبي الشرقي من شارع شرق 149 وشارع ساذرن. - وُجِدَ مصعد لخدمة الاتجاه جنوبًا في الركن الشمالي الغربي من شارع شرق 149 وشارع ساذرن.         |
| شارع شرق 180                       | قالب:NYCS White Plains           | - احتوت المحطة في الركن الشمالي الغربي من شارع شرق 180 وشارع موريس بارك على مصاعد قابلة للوصول عبر منحدر للكرسي المتحرك على مستوى الشارع.                                       |
| طريق فوردام                        | قالب:NYCS Jerome                 | - تم تركيب مصعد في الركن الجنوبي الشرقي من جيروم أفنيو وشرق طريق فوردام. |
| طريق غان هيل (شارع سيمور)          | قالب:NYCS Dyre                   | - وُجِدَت مصاعد داخل بيت المحطة على الجانب الجنوبي من طريق غان هيل بين المكانين سيكستون ودوويت.                                                                                    |
| طريق غان هيل (طريق وايت بلينس)     | قالب:NYCS White Plains north     | - وُضِعَت مصاعد داخل المدخل الرئيسي في وسط طريق وايت بلينس بين طريق غان هيل وشارع 211.                                                                                             |
| ممر هنترز بوينت                    | قالب:NYCS Pelham                 | - وُضِعَ مصعد في ساحة المونسنيور ديل فالي في الركن الشمالي الغربي من ممر هنترز بوينت وشارع بروكنر.                                                                                 |
| طريق كينغز بريدج                   | قالب:NYCS Concourse              | - وُجِدَ مصعد في الركن الشمالي الشرقي من جراند كونكورس (شارع الخدمة) وشرق طريق كينغز بريدج.                                                                                        |
| بيلهام باي بارك                    | قالب:NYCS Pelham                 | - وُضِعَ مصعد في الجزء الخلفي من المحطة بعد السلالم المتحركة، بالقرب من الركن شارع ويستشيستر وشارع بروكنر.                                                                         |
| بيلهام باركواي                     | قالب:NYCS White Plains north     | - وُضِعَ مصعد في الركن الجنوبي الغربي من بيلهام باركواي وطريق وايت بلينس. |
| شارع سيمبسون                       | قالب:NYCS White Plains local     | - وُجِدَ مصعد لخدمة الاتجاه شمالًا في الركن الجنوبي الغربي من شارع سيمبسون وشارع ويستشيستر. - وُجِدَ مصعد لخدمة الاتجاه جنوبًا في الركن الشمالي الشرقي من شارع سيمبسون وشارع ويستشيستر. |
| تريمونت أفينيو                     | قالب:NYCS Concourse              | - يوجد مصعد في الزاوية الجنوبية الشرقية من غراند كونكورس (طريق الخدمة) وإكو بليس.                                                                                               |
| ويستشستر سكوير–إيست تريمونت أفينيو | قالب:NYCS Pelham north local     | - يوجد مصعد في الزاوية الشمالية الشرقية من ويستشستر أفينيو ولاين أفينيو. |

#### بروكلين
اعتبارًا من أبريل 2024، بلغت عدد المحطات المتوافقة مع معايير ADA في بروكلين 42 من أصل 169 محطة (25%)، أو 34 (22%) إذا اعتبرت المحطات المجمعة كمحطة واحدة.
| محطة                         | خدمات                                                             | المدخل المخصص والإيضاحات |
| ---------------------------- | ----------------------------------------------------------------- | --- |

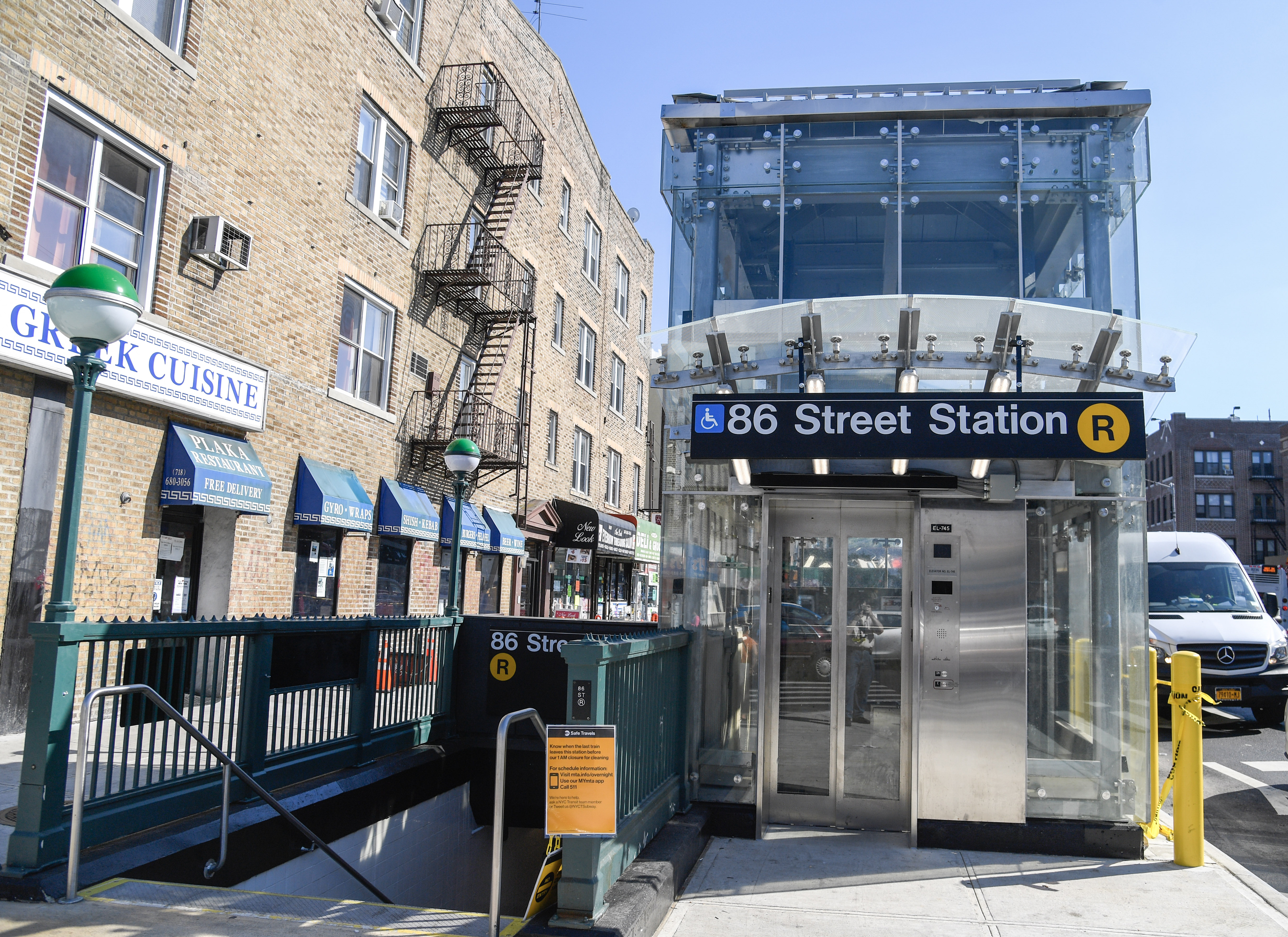
مصعد في محطة شارع 86

| شارع 59                      | قالب:NYCS Fourth south                                            | - وُضِعَ مصعد في الزاوية الشمالية الغربية من شارع 59 والجادة الرابعة.:90 |
| شارع 62/نيو أوترخت أفينيو    | قالب:NYCS New Utrecht-62nd                                        | - وُضِعَت مصاعد داخل مبنى المحطة في الزاوية الجنوبية الشرقية من شارع 62 ونيو أوترخت أفينيو.:92 |
| شارع 86                      | قالب:NYCS Fourth far south                                        | - وُضِعَ مصعد في الزاوية الجنوبية الشرقية من شارع 86 والجادة الرابعة. |
| شارع أتلانتك–مركز باركليز    | قالب:NYCS Eastern west قالب:NYCS Fourth قالب:NYCS Brighton        | - وُضِعَ مصعد في الزاوية الجنوبية الشرقية من شارع المحيط الهادئ والجادة الرابعة. - وُضِعَت مصاعد في شارع هانسون وجادة فلاتبوش في مول محطة أتلانتك؛ تُشارك مع محطة LIRR. - وُضِعَ مصعد في الزاوية الجنوبية الشرقية من شارع أتلانتك وجادة فلاتبوش، بجوار مركز باركليز. |
| جادة H                       | قالب:NYCS Brighton local                                          | - وُضِعَ ممر للخدمة المتجهة جنوبًا على الجانب الشمالي من جادة H شرق شارع 15 الشرقي. - وُضِعَ ممر للخدمة المتجهة شمالًا على الجانب الجنوبي من جادة H غرب شارع 16 الشرقي. |
| طريق الخليج                  | قالب:NYCS West End                                                | - وُضِعَ مصعد في الزاوية الشمالية الغربية من طريق الخليج وشارع 86. |
| جادة بيدفورد                 | قالب:NYCS Canarsie                                                | - وُضِعَ مصعد في الزاوية الشمالية الشرقية من جادة بيدفورد وشارع 7 الشمالي. |
| قاعة بورو                    | قالب:NYCS Broadway-Seventh Brooklynقالب:NYCS Eastern west express | - وُضِعَ مصعد أمام مبنى المحكمة العليا في شارع محكمة وشارع مونتاغو لقالب:NYCS Broadway-Seventh Brooklyn والخدمة الشمالية قالب:NYCS Eastern west express. - ملاحظات: - منصة الخدمة الجنوبية قالب:NYCS Eastern west express غير مطابقة لمعايير ADA. - المصاعد إلى منصة قالب:NYCS Fourth Montague غير مطابقة لمعايير ADA. |
| شارع كانارسي–روكواي باركواي  | قالب:NYCS Canarsie                                                | - محطة على مستوى الشارع. |
| جادة تشيرش                   | قالب:NYCS Nostrand                                                | - وُضِعَ مصعد للخدمة الشمالية في الزاوية الجنوبية الشرقية من جادة تشيرش وجادة نوستراند. - وُضِعَ مصعد للخدمة الجنوبية في الزاوية الجنوبية الغربية من جادة تشيرش وجادة نوستراند. |
| جادة تشيرش                   | قالب:NYCS Culver                                                  | - وُضِعَ مصعد في الزاوية الشمالية الغربية من جادة تشيرش وجادة ماكدونالد. |
| كوني آيلاند–شارع ستِلويل      | قالب:NYCS Stillwell                                               | - وُضِعَت ممرات كرسي متحرك داخل مبنى المحطة المتاحة من الزاوية الشمالية الشرقية من جادة سُرف وجادة ستِلويل والزواية الجنوبية الشرقية من جادة ميرميد وجادة ستِلويل. أقصى محطة متاحة في النظام جنوبًا. - ملاحظات: - امتدت ممرات الكرسي المتحرك داخل منطقة التحكم في الأجرة من الميزانين إلى منصات قالب:NYCS Culver IND south، قالب:NYCS Sea Beach south وقالب:NYCS Brighton south. - الممر من منصة قالب:NYCS West End far south إلى الميزانين غير متاح؛ الوصول إلى تلك المنصة يكون عبر مصعدين، واحد لكل من منصتي قالب:NYCS West End far south وقالب:NYCS Sea Beach south إلى جسر علوي ومن ثم عبر ممر من منصة الأخير. |
| كراون هايتس–شارع أوتيكا      | قالب:NYCS Eastern center                                          | - وُضِعَ مصعد في الزاوية الشمالية الغربية من شارع أوتيكا وباركواي الشرقي، في وسط باركواي الشرقي. |
| جادة ديكالب                  | قالب:NYCS DeKalb                                                  | - وُضِعَ مصعد في الزاوية الجنوبية الشرقية من جادة ديكالب وامتداد جادة فلاتبوش. |
| باركواي الشرقي–متحف بروكلين  | قالب:NYCS Eastern west local                                      | - وُضِعَ مصعد إلى الجانب الجنوبي من باركواي الشرقي أمام متحف بروكلين. |
| شارع الثامنة                 | قالب:NYCS Sea Beach                                               | - وُضِعَت مصاعد داخل مبنى المحطة في الزاوية الشمالية الغربية من شارع الثامنة وشارع 62. |
| جادة إقليدس                  | قالب:NYCS Fulton                                                  | - وُضِعَ مصعد في الزاوية الشمالية الشرقية من جادات إقليدس وبيتكن. |
| جادة فلاتبوش–كلية بروكلين    | قالب:NYCS Nostrand                                                | - وُضِعَ مصعد في الزاوية الجنوبية الشرقية من جادة فلاتبوش وجادة نوستراند. |
| جادة فلاشينغ                 | قالب:NYCS Jamaica west local                                      | - يوجد مصعد في الزاوية الجنوبية الغربية من جادة فلاشينغ وبرودواي، ومصعد لكل رصيف من مبنى المحطة. |
| جادة فرانكلين                | قالب:NYCS Franklin-Fulton                                         | - يوجد مصعد في الزاوية الجنوبية الغربية من جادة فرانكلين وشارع فالتون. |
| شارع غراند                   | قالب:NYCS Canarsie                                                | - يوجد مصعد للخدمة المتجهة شمالًا في الزاوية الشمالية الشرقية من شارع غراند وجادة بوشويك. - يوجد مصعد للخدمة المتجهة جنوبًا في الزاوية الشمالية الغربية من شارع غراند وجادة بوشويك. |
| جادة جرينبوينت               | قالب:NYCS Crosstown                                               | - يوجد مصعد في الزاوية الشمالية الشرقية من جادة جرينبوينت وجادة مانهاتن. |
| شارع هويد                    | قالب:NYCS Broadway-Seventh Brooklyn                               | - يوجد مصعد بالقرب من الزاوية الجنوبية الغربية لشارع هويد وشارع فالتون ملاحظة: متاح للقطارات المتجهة جنوبًا فقط. |
| شارع جاي–متروتيك             | قالب:NYCS MetroTech                                               | - يوجد مصعد في الزاوية الشمالية الغربية من شوارع جاي وويلوباي، لجميع خدمات القطار. |
| طريق الملوك                  | قالب:NYCS Brighton                                                | - توجد مصاعد إلى الأرصفة داخل مبنى المحطة في الجانب الجنوبي من طريق الملوك بين الشارعين 15 و16. |
| جادة ليفونيا                 | قالب:NYCS Canarsie                                                | - يوجد مصعد داخل مبنى المحطة عند الزاوية الشمالية الغربية من جادة ليفونيا وجادة فان سيندين. |
| جادة مارسي                   | قالب:NYCS Jamaica west                                            | - يوجد مصعد للخدمة المتجهة شرقًا عند الزاوية الجنوبية الغربية من جادة مارسي وبرودواي. - يوجد مصعد للخدمة المتجهة غربًا عند الزاوية الشمالية الغربية من جادة مارسي وبرودواي. |
| جادة متروبوليتان/شارع لوريمر | قالب:NYCS Lorimer-Metropolitan                                    | - وُضع مصعد عند الزاوية الجنوبية الشرقية من جادة يونيون وجادة متروبوليتان لقطارات قالب:NYCS Crosstown. - وُضع مصعد عند الزاوية الشمالية الغربية من شارع لوريمر وجادة متروبوليتان لقطارات قالب:NYCS Canarsie. - ملاحظة: يتعذر توافق الممر الانتقالي بين منصات G و L مع معايير ADA؛ يُتاح استخدام انتقال خارجي. |
| جادات ميرتل-ويكوف            | قالب:NYCS Myrtle-Wyckoff                                          | - وُضعت مصاعد داخل بيت المحطة عند المثلث الذي شكّلته جادات غيتس، ميرتل، ويكوف. |
| بارك بليس                    | قالب:NYCS Franklin                                                | - توقَف عند منحدر من مكان بروسبيكت غرب جادة فرانكلين؛ تعمل الخدمة في كلا الاتجاهين على مسار واحد. |
| منتزه بروسبيكت               | قالب:NYCS Prospect Park                                           | - وُضع مدخل منحدر بطريق لنكولن بين جادة فلاتبوش وجادة أوشن؛ وُضعت مصاعد بعد التحكم في الأجرة. |
| الجادة السابعة               | قالب:NYCS Culver IND north                                        | - وُضع مصعد عند الزاوية الشمالية الغربية من الجادة السابعة وشارع 9. |
| جادة يوتيكا                  | قالب:NYCS Fulton                                                  | - وُضع مصعد عند الزاوية الشمالية الغربية من شارع فولتون وشارع مالكولم إكس. |
| جادة ويلسون                  | قالب:NYCS Canarsie                                                | - وُضع منحدر في نهاية جادة ويلسون شرق شارع موفات. ملاحظة: يُتاح للقطارات المتجهة شمالاً فقط. |

#### كوينز
اعتبارًا من مارس 2025، توجد في كوينز 27 محطة متوافقة مع ADA من أصل 83 محطة (33%)، أو 25 محطة (31%) إذا جُمعت المحطات في المجمعات كمحطة واحدة. يستثني هذا العدد محطة "ميتس–ويلتس بوينت"، حيث تُفتح المنصة الوحيدة المتاحة لـ ADA فقط أثناء أحداث محددة.
| المحطة                                         | الخدمات                                                    | مدخل قابل للوصول وملاحظات |
| ---------------------------------------------- | ---------------------------------------------------------- | --- |

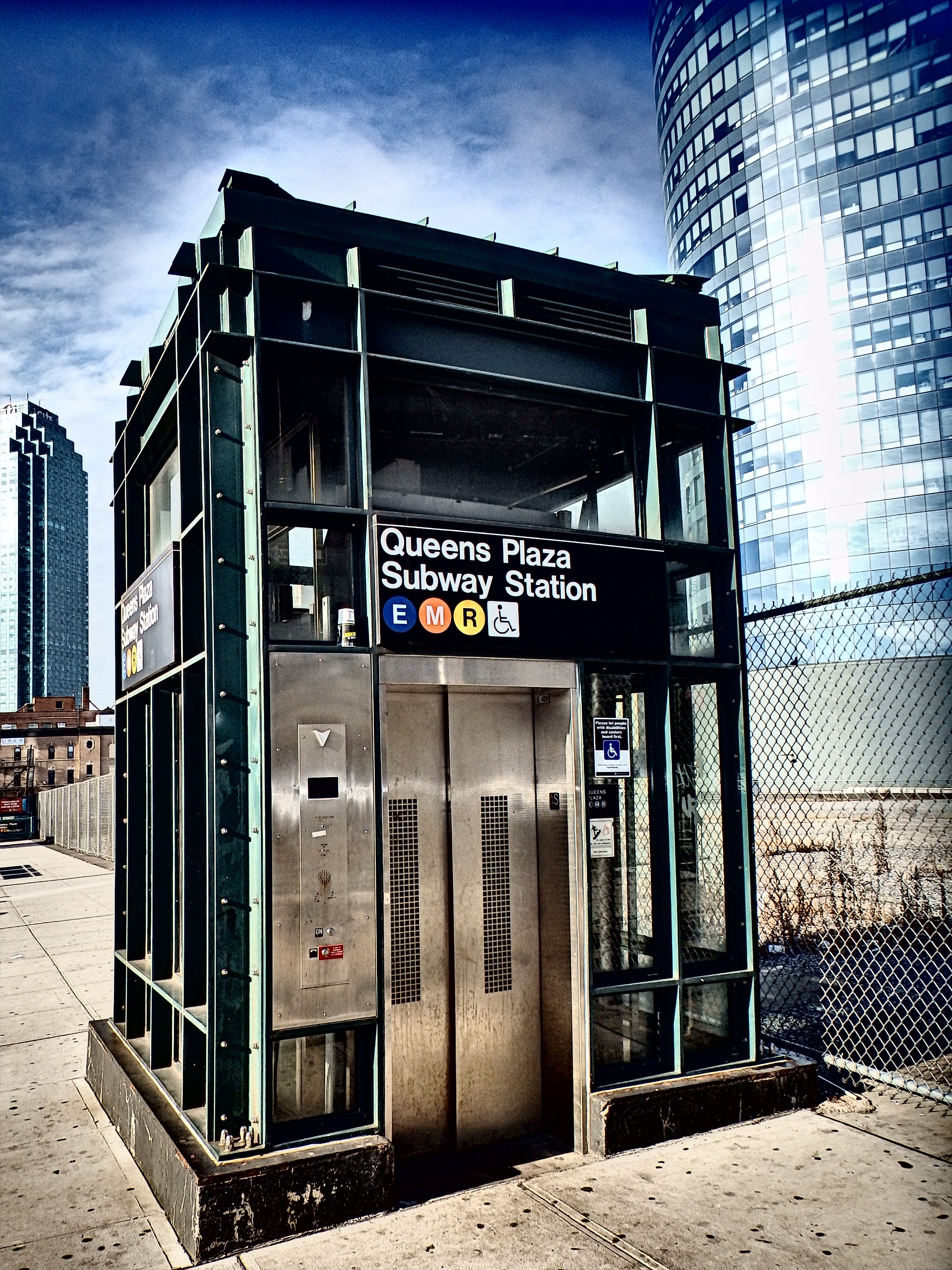
مصعد في محطة كوينز بلازا

| الشارع 21–كوينزبرج                             | قالب:NYCS 63rd IND                                         | - يتوفر مصعد في الزاوية الشمالية الغربية من الشارع 21 وشارع 41. |
| الشارع 61–وودسايد                              | قالب:NYCS Flushing                                         | - يتوفر مصعد في الزاوية الشمالية الشرقية من شارع روزفلت والشارع 61؛ يشارك مع محطة LIRR. |
| مضمار السباق أكويداكت                          | قالب:NYCS Rockaway                                         | - وفرت مصعداً بجانب الدرج الجنوبي للنزول إلى موقف سيارات كازينو منتجع العالم. تعتمد الكراسي المتحركة على البديل عبر مدخل جسر السماء إلى منتجع العالم نيويورك سيتي. |
| جادة أستوريا                                   | قالب:NYCS Astoria                                          | - تقع المصاعد في الركن الجنوبي الشرقي من شارع هوات الجنوبي وشارع 31، وأيضاً في الركن الشمالي الغربي من شارع هوات الشمالي وشارع 31. |
| شارع الشاطئ 67                                 | قالب:NYCS Far Rockaway                                     | - وُجد مصعد إلى مستوى الميزانين ومنصة الغرب في الركن الشمالي الغربي من شارع الشاطئ 67 وطريق روكاواي السريع. - ملاحظة: - يضم مستوى الميزانين ومنصة الشرق مصعداً داخل منطقة التحكم بالأجرة لهذه المحطة. |
| محكمة سكوير–شارع 23                            | قالب:NYCS Flushingقالب:NYCS Queens 53rdقالب:NYCS Crosstown | - يضم الركن الشمالي الشرقي من شارع 23 وشارع جاكسون مصعداً لقطارات 7 وG. - يضم الركن الشمالي الشرقي من شارع 23 وشارع 44، تحت برج سكاي لاين، مصعداً لقطارات E وM في الاتجاه الجنوبي. - ملاحظات: - لا تتوافق منصات قطار E وM في الاتجاه الشمالي مع قانون الأمريكيين ذوي الإعاقة. - لا يتوافق الممر بين منصات قطار E وM ومنصة قطار G مع قانون الأمريكيين ذوي الإعاقة. |
| روكاواي–شارع موت                               | قالب:NYCS Far Rockaway                                     | - يوجد مصاعد إلى مستوى المنصة داخل بيت المحطة في الركن الشمالي الشرقي من شارع موت وشارع الشاطئ 22. |
| فلاشنغ–شارع مين                                | قالب:NYCS Flushing                                         | - يقع المصعد في شارع روزفلت شرق شارع مين، على الجانب الشمالي. |
| فورست هيلز–شارع 71                             | قالب:NYCS Queens center                                    | - يقع المصعد على الجانب الجنوبي من طريق كوينز بين طريق 70 وشارع 71. |
| هاورد بيتش–مطار جون إف كينيدي                  | قالب:NYCS Rockaway                                         | - وُجدت مصاعد في ميدان كولمان وشارع 159. |
| جاكسون هايتس– شارع روزفلت/ الشارع 74           | قالب:NYCS Roosevelt                                        | - يتوفر مصعد بعد بوابة الدخول في مبنى المحطة على شارع روزفلت بين شارعي 74 و75، أو يمكن الدخول من شارع برودواي بين شارعي 74 و75. |
| شارع جامايكا–179                               | قالب:NYCS Queens Hillside                                  | - يوجد مصعد عند الزاوية الجنوبية الشرقية من مكان 179 وشارع هيلسايد. |
| مركز جامايكا–بارسونز/آرتشر                     | قالب:NYCS Archer                                           | - يقع مصعد على الجانب الجنوبي من شارع آرتشر عند بوليفارد بارسونز. |
| جامايكا–فان ويك                                | قالب:NYCS Archer Van Wyck                                  | - يتواجد مصعد عند زاوية شارع 89 وطريق خدمة فان ويك السريع الجنوبي، بجوار مستشفى جامايكا. |
| جكشن بوليفارد                                  | قالب:NYCS Flushing                                         | - مصعد مركب عند الزاوية الشمالية الشرقية من جكشن بوليفارد وشارع روزفلت. |
| كيو جاردنز–يونين ترنبايك                       | قالب:NYCS Queens east                                      | - يتاح مصعد عند الزاوية الجنوبية الشرقية من يونين ترنبايك وطريق كيو جاردنز. |
| ميتس–ويلتس بوينت                               | قالب:NYCS Flushing                                         | - يضم منحدر إلى الجسر العلوي على الجانب الجنوبي من شارع روزفلت. ملاحظة: تتاح فقط منصة الجانب الشمالي للخدمة إلى الشارع الرئيسي–فلشنج خلال مباريات البيسبول لفريق ميتس، أو مباريات USTA، أو الأحداث الخاصة. |
| قرية ميدل– شارع ميتروبوليتن                    | قالب:NYCS Myrtle north                                     | - تقع المحطة على مستوى الشارع. |
| شارع نورثرن بوليفارد                           | قالب:NYCS Queens local day                                 | - يتاح مصعد للخدمة باتجاه الشرق عند الزاوية الجنوبية الشرقية من شارع 54 وبرودواي. - يتوفر مصعد للخدمة باتجاه الغرب عند الزاوية الشمالية الشرقية من شارع 56 وبرودواي. - ملاحظة: - يجري حاليًا إنشاء المصعد إلى منصة الاتجاه الغربي، وسيفتح للعملاء قريبًا. |
| أوزون بارك–ليفيرتس بوليفارد                    | قالب:NYCS Fulton far east                                  | - يتواجد مصعد عند الزاوية الشمالية الغربية من شارع ليبرتي وبوليفارد ليفرتس. |
| كوينز بلازا                                    | قالب:NYCS Queens Plaza                                     | - يوجد مصعد عند الزاوية الجنوبية الغربية من كوينز بلازا الجنوبية وشارع جاكسون. |
| كوينزبورو بلازا                                | قالب:NYCS Queensboro                                       | - تتواجد مصاعد عند الزاوية الجنوبية الشرقية من كوينز بلازا الجنوبية وشارع كريسنت، وعند الزاوية الشمالية الغربية من كوينز بلازا الشمالية وشارع 27. |
| روكاواي بارك–شارع الشاطئ 116                   | قالب:NYCS Rockaway Park                                    | - المحطة تقع على مستوى الشارع. |
| سودفن بوليفارد–آرتشر أفينيو–مطار جون إف كينيدي | قالب:NYCS آرشر                                             | - يتوفر مصعد عند الركن الجنوبي الشرقي من سودفن بوليفارد في آرتشر أفينيو بالقرب من مسارات LIRR المرتفعة؛ يشارك المحطة مع LIRR. |
| بوليفارد وودهفن                                | قالب:NYCS جمايكا شرقًا                                      | - يخدم مصعد الركن الشمالي الشرقي من بوليفارد وودهفن (طريق الخدمة) وجاميكا أفينيو للمتجهين جنوبًا. - يخدم مصعد الركن الجنوبي الشرقي من بوليفارد وودهفن (طريق الخدمة) وجاميكا أفينيو للمتجهين شمالًا. |

### سكة حديد جزيرة ستاتن
اعتبارًا من سبتمبر 2023، تحتوي سكة حديد جزيرة ستاتن على ست محطات يمكن الوصول إليها وفق قانون الأميركيين ذوي الإعاقة من أصل 21 محطة (29%). تميز المحطات المبنية بعد عام 1990 بعلامة النجمة (*).
| المحطة                                                                              | المدخل والملاحظات التي يمكن الوصول إليها |
| ----------------------------------------------------------------------------------- | --- |

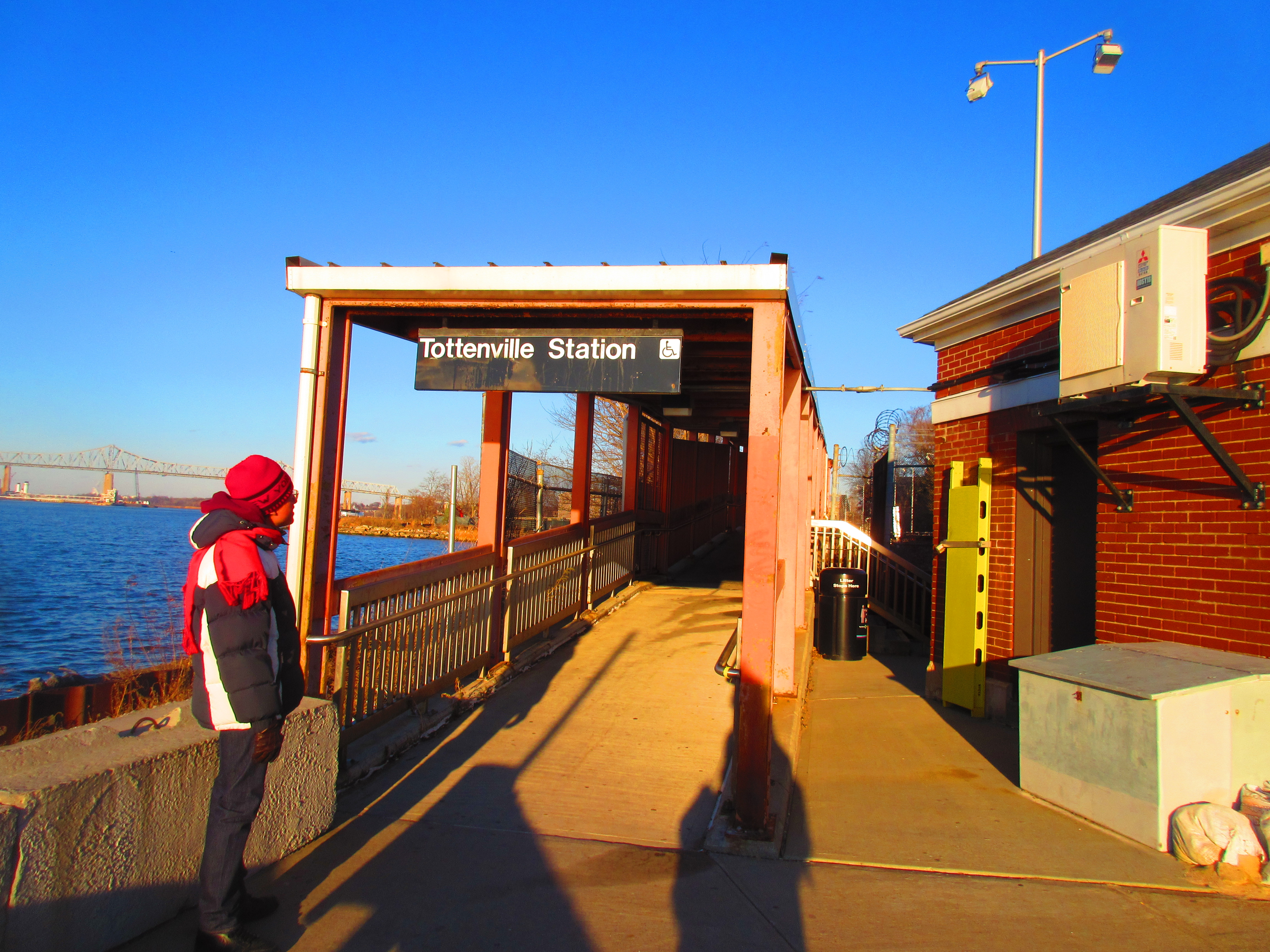
منحدر في محطة توتِنفيل

| سانت جورج                                                                           | - يوفر مصعد في الجانب الشمالي الوصول إلى الحافلات وسيارات الأجرة والعبّارات أو القطارات. - يخدم مصعد في الجانب الجنوبي مستويات إنزال الركاب أو العبّارات.                                             |
| خطأ لوا: expandTemplate: template "Staten Island Railway stations" does not exist.  | - تحتوي المحطة على منحدرات في كلا الجانبين. |
| نيو دورب                                                                            | - يوجد مصعد للاتجاه الشمالي في الزاوية الجنوبية الغربية عند ممر نيو دورب وساحة نيو دورب الجنوبية. - يوجد مصعد للاتجاه الجنوبي في الزاوية الجنوبية الشرقية عند ممر نيو دورب وساحة نيو دورب الشمالية. |
| خطأ لوا: expandTemplate: template "Staten Island Railway stations" does not exist.  | - تحتوي المحطة على منحدرات في كلا الجانبين. |
| خطأ لوا: expandTemplate: template "Staten Island Railway stations" does not exist.* | - تحتوي المحطة على منحدرات في كلا الجانبين. |
| خطأ لوا: expandTemplate: template "Staten Island Railway stations" does not exist.  | - يتواجد منحدر عند نهاية المحطة الجنوبية. |

## القطار المحلي
اعتبارًا من سبتمبر 2018، أصبحت 185 من أصل 248 محطة (75%) في نظام القطار المحلي لهيئة النقل الحضرية متاحة لاستخدام الكراسي المتحركة. تقع العديد من المحطات على مستوى الأرض أو السطح، مما سهل من عملية تعديلها. تشمل بعض المحطات، مثل خط Babylon، محطات مرتفعة أو على سدود، وقد تم تجديد بعضها أو تركيب مصاعد بها لتلبية معايير ADA. في نظام السكك الحديدية لهيئة النقل الحضرية، تشكل محطات Long Island Rail Road نسبة 57% من المحطات المتاحة.

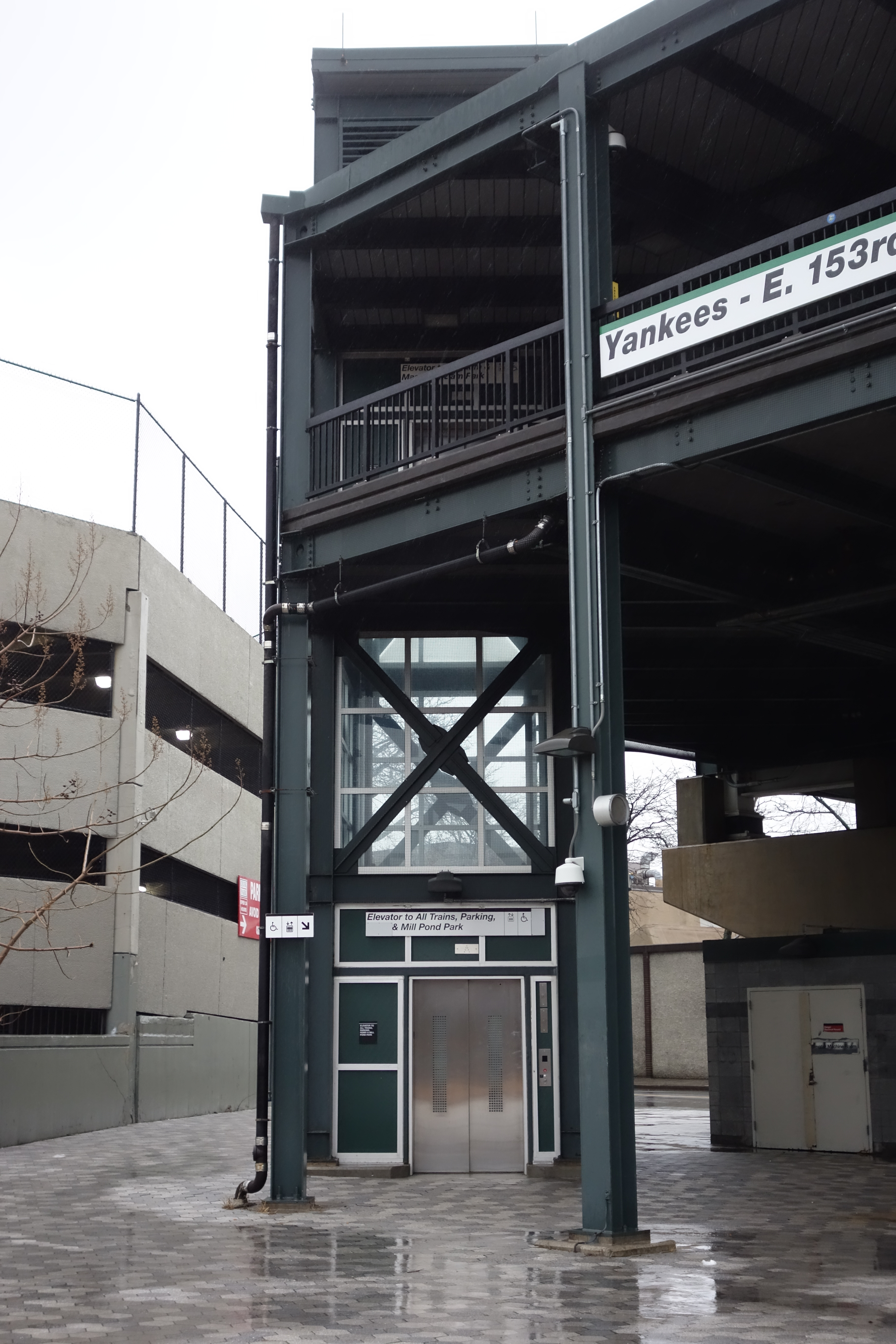
مصعد في محطة يانكيز–شارع 153 الشرقي

خلال أواخر التسعينيات، بدأت السكك الحديدية في لونغ آيلاند (LIRR) تحويل محطاتها إلى منصات مرتفعة. أغلقت الشركة عشر محطات منخفضة الأرضية، منها خمس محطات في فرع مونتاوك السفلي في مارس 1998، لعدم توافقها مع عربات C3 ذات الطابقين وقلة استخدامها. أُتيحت خمسة فروع من LIRR للوصول الكامل من الشرق إلى جامايكا، وتتضمن: فرع لونغ بيتش، فرع مونتاوك، فرع أوستر باي، فرع بورت جيفرسون، وفرع رونكونكوما. يحتوي فرع ويست هيمبستيد على محطة غير قابلة للوصول، وهي سانت ألبانز.
في يناير 2020، أعلنت هيئة النقل الحضرية (MTA) عن خطة رأس المال 2020–2024، وقررت إضافة ثلاث محطات أخرى لميترو-نورث بمصاعد. كما اتخذت فورست هيلز على خط لونغ آيلاند للسكك الحديدية (LIRR) إجراءات لتزويد المحطة بالمصاعد ضمن نفس الخطة، حيث لا تتوافق المنحدرات المضافة في عام 1997 مع معايير ADA.

### سكة حديد لونغ آيلاند

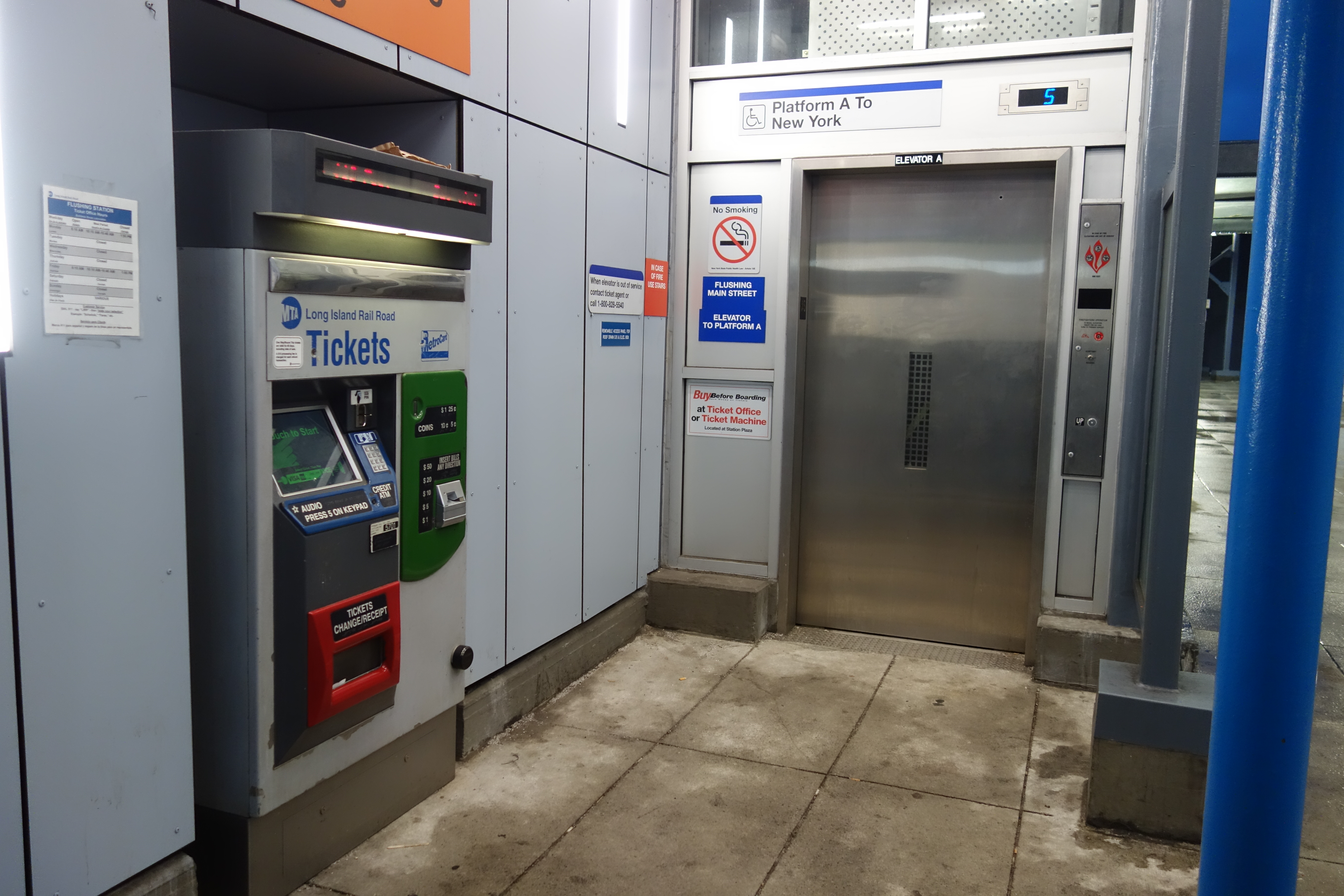
مصعد في محطة فلاشينغ-شارع رئيسي

اعتبارًا من نوفمبر 2024، يمكن الوصول إلى 110 من أصل 124 محطة LIRR (89%) بواسطة منحدر أو مصعد للكرسي المتحرك. تحدد المحطات التي تفي بجميع متطلبات ADA بعلامة نجمة (*). (المحطات الأخرى مناسبة للكراسي المتحركة ولكن قد تفتقر إلى بعض ميزات ADA). تحدد المحطات التي بُنيت بعد عام 1990 بعلامتين نجميتين (**).
- ألبرتسون
- أماجانسيت
- أميتيفيل
- محطة الأطلسي*
- أوبرنديل
- بابلون*
- بالدون
- باي شور
- بايسايد
- بيلمور
- بيلبورت
- بيث بيج
- برينت وود
- بريدجهامتون
- برودواي
- كارل بليس
- سيدارهورست
- سنترال ايسليب
- سنتر أفينيو
- كوبياج
- كانتري لايف بريس
- دير بارك
- دوغلاستون
- إيست هامبتون
- إيست روكاواي
- إيست ويليستون
- إلمونت**
- فار روكاواي
- فارمنجديل
- حدائق الزهور[125]
- فلشينج–مين ستريت
- فورست هيلز
- فريبورت
- جاردن سيتي
- جيبسون
- جلين كوف
- جلين هيد
- جلين ستريت
- غراند سنترال ماديسون**
- جريت نيك*
- جريت ريفر
- جرينلون
- جرينبورت
- جرينفيل
- هامبتون بايز
- همبستيد*
- حدائق همبستيد
- هيويت
- هيكزفيل*
- هنتنغتون
- إنوود
- آيلاند بارك
- إيسليب
- جامايكا*
- كينجز بارك
- ليكفيو
- لورنس
- ليندن هرست*
- ليتل نيك
- لوكست فالي
- لونغ بيتش*
- لونغ آيلاند سيتي
- لينبروك*
- مالفيرن
- مانهاست
- ماسابيكوا
- ماسابيكوا بارك*
- ماستيك–شيرلي
- ماتيتوك
- ميدفورد
- ميريلون أفينيو
- ميريك
- مينولا*
- مونتوك
- موراي هيل*
- ناسو بوليفارد
- نيو هايد بارك
- نورثبورت*
- نوستراند أفينيو*
- أوكدايل
- أوسياند
- أوستر باي
- باتشوغ*
- محطة بن*
- بينلون
- بلاندوم
- بورت جيفرسون*
- بورت واشنطن*
- قرية كوينز*
- ريفرهيد
- مركز روكفيل*
- رونكونكوما*
- روزديل
- روزلين
- سايفيل
- كليف البحر
- سيفورد
- سميثتاون
- ساوثهامبتون
- سوثولد
- سبينك
- سانت جيمس
- ستيورات مانور
- ستونى بروك
- سيُوسيت
- وادي السيل
- ويست هيمبستيد
- ويستبري
- ويستهامبتون
- ويست وود
- وودمير
- وودسايد*
- وياندانش
- يافانك

### مترو-نورث للسكك الحديدية
اعتبارًا من يناير 2018، أمكن الوصول إلى 79 من أصل 124 محطة في مترو-نورث (64%) بواسطة منحدر للكراسي المتحركة أو مصعد. ميزت المحطات المتوافقة تمامًا مع قانون ذوي الإعاقة بنجمة (*)، بينما المحطات الباقية قابلة للوصول للكراسي المتحركة لكنها قد تفتقر لبعض ميزات ذوي الإعاقة. لطالما ميزت المحطات التي بنيت بعد 1990 بنجمتين (**).
- أردسلي-أون-هدسون*
- بيكون
- بيدفورد هيلز
- بيتل**
- الحديقة النباتية*
- برانتشفيل
- بروستر*
- بريدجبورت*
- برونكسفيل
- كامبل هول
- كانون-دايل
- تشاباكوا
- كولد سبرينغ
- كورتلاندt**
- كريستوود
- كروتون فولز
- كروتون–هارمون*
- دانبري**
- دارين*
- دوبيز فيري*
- دوفر بلاينز*
- فيرفيلد–بلاك روك**
- فليتود
- فوردام*
- غاريسون
- جلين وود*
- غولدنس بريدج
- محطة غراند سنترال*
- غرينيتش*
- جرايستون*
- هارلم–شارع 125*
- هارلم فالي–وينجديل*
- هاريمان*
- هاريسون*
- هارتسدال*
- هاستينغز-أون-هدسون*
- هاوثورن
- إيرفينغتون
- كاتونا
- لارشمونت*
- لودلو (خدمة اتجاه الشمال فقط)
- ميدلتاون–تاون أوف والكيل
- موريس هايتس*
- ماونت كيسكو
- ماونت فيرنون إيست*
- ماونت فيرنون ويست
- نانويت*
- نيو كاينان*
- نيو هافن*
- نيو هافن ستايت ستريت**
- نيو روشيل*
- نورث وايت بلينز
- أوسينينغ
- باترسون*
- بولينغ*
- بيكسكيل
- بليزانتفيل
- بورت تشيستر*
- بورت جيرفيس*
- بوكيبسي*
- بورديز*
- ريدينغ*
- ريفرديل*
- راي*
- ساليسبري ميلز–كورنوال
- سكاربروا
- سكارزديل*
- ساوث نورووك**
- ساوث إيست
- سبرينغ فالي

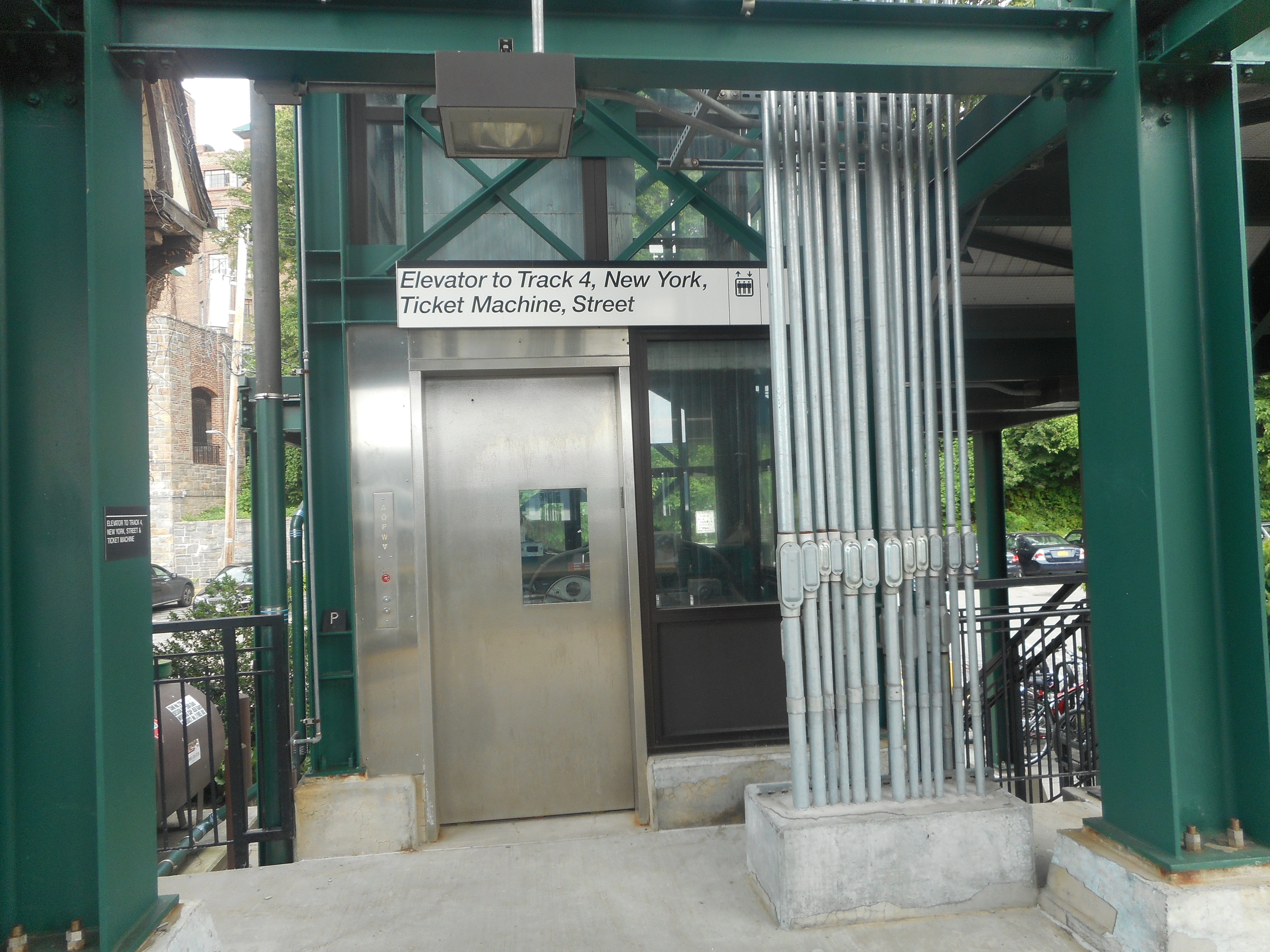
المصعد في محطة أردسلي-أون-هدسون

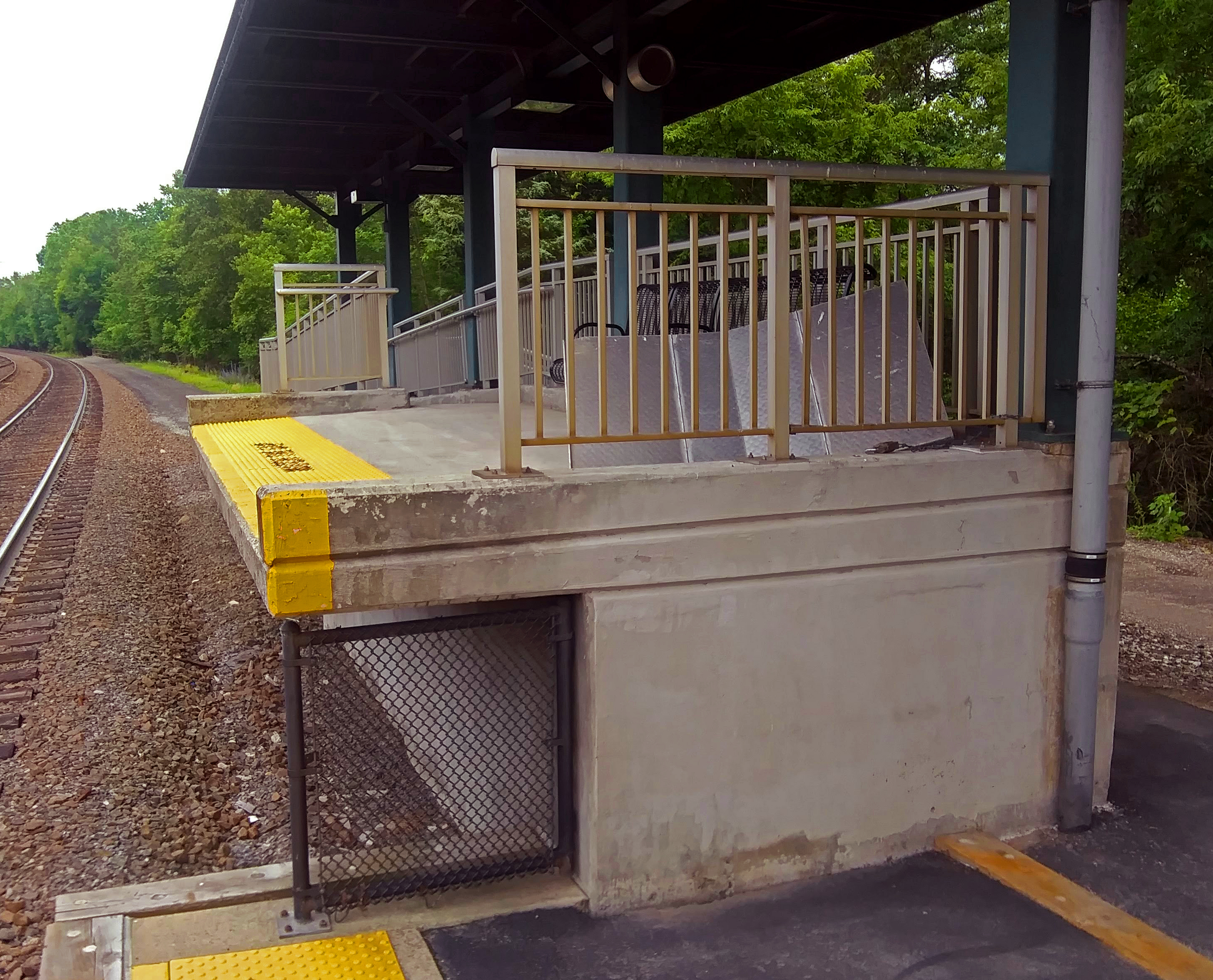
منصة لذوي الاحتياجات الخاصة في محطة كامبل هول

- سبايتن ديفيل (خدمة اتجاه الشمال فقط)
- ستامفورد*
- تاريتاون
- تينمايل ريفر**
- يونيفيرسيتي هايتس*
- واسايك**
- ووتر بيري*
- ويست هافن**
- ويستبورت
- وايت بلينز*
- يانكيز–إيست 153rd ستريت**
- يونكرز*

## الحافلات

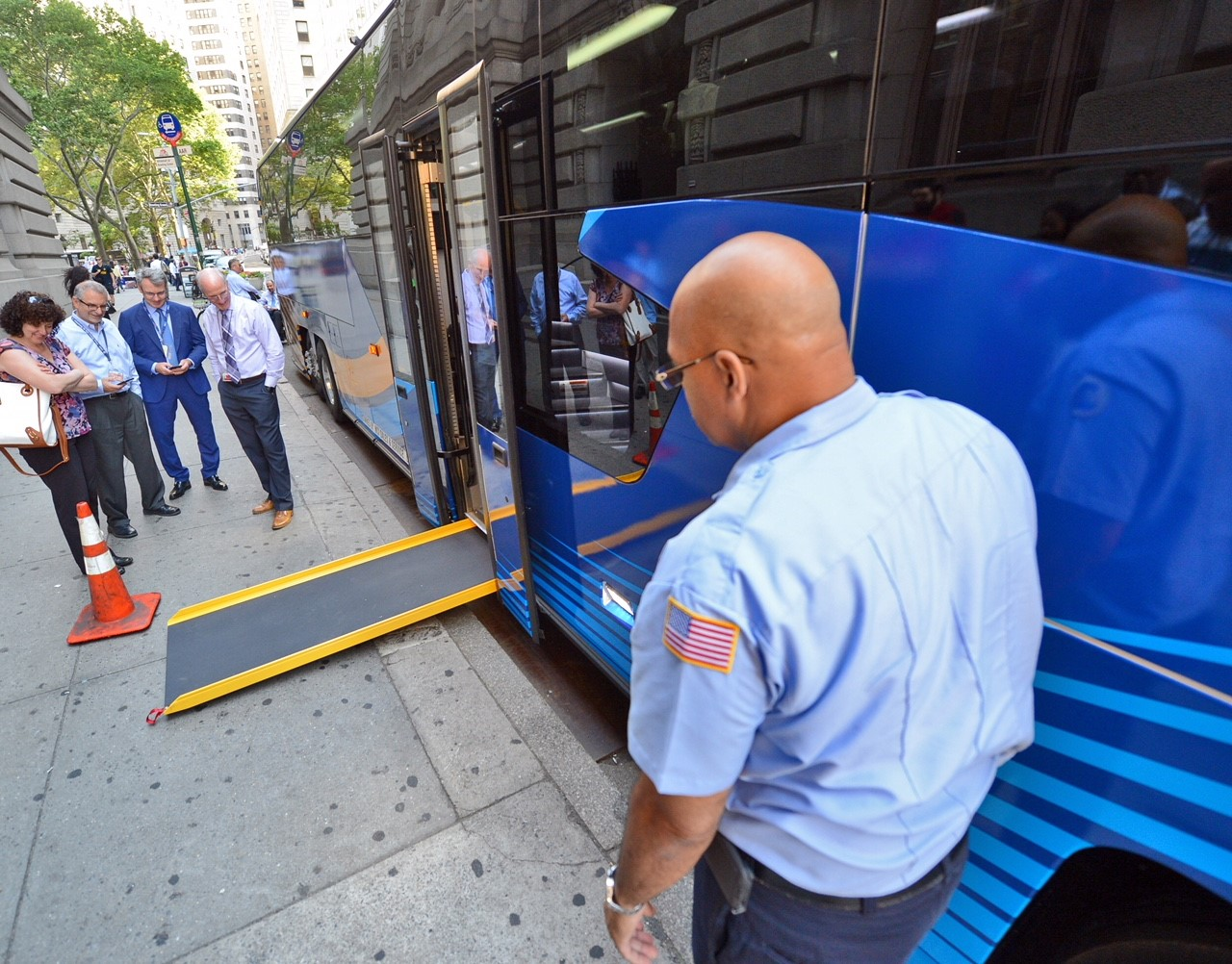
منحدر على حافلة هيئة النقل الحضرية

تتيح هيئة النقل الحضرية الوصول إلى جميع حافلاتها ومساراتها بواسطة الكراسي المتحركة. بُنيت جميع الحافلات بعد إقرار قانون الأمريكيين ذوي الإعاقة لعام 1990.:247 اعتبارًا من مايو 2019[[تصنيف:مقالات فيها عبارات متقادمة منذ خطأ في التعبير: عامل < غير متوقع.]]، تضم حافلات النقل المحلية أرضيات شبه منخفضة ومنحدرات للكراسي المتحركة، بينما تحتوي الحافلات السريعة على أرضيات عالية ومصاعد.
كثير من الأسطول المتقاعد يتكون من حافلات عالية المستوى، ولا يتوافق كثير من الأسطول المبني قبل عام 1990 مع معايير ADA. بدأت الحكومة الفيدرالية تطلب أن تكون نصف الحافلات في هيئة النقل الحضرية قابلة للوصول في عام 1981. مع ذلك، لم تكن المصاعد الخاصة بالكراسي المتحركة موثوقة في الحافلات الأولى القابلة للوصول. بحلول عام 1983، لم يكن أقل من ثلث أسطول هيئة النقل الحضرية البالغ 3،600 مركبة قابل للوصول، وكان من الصعب معرفة أي المسارات لديها حافلات قابلة للوصول لتوزيعها العشوائي. رفض السائقون أحيانًا التقاط الركاب ذوي الإعاقة، أو لم يحملوا مفاتيح الحافلات المزودة بمصاعد، أو كانت المصاعد تعمل بشكل غير صحيح. وافق الحاكم ماريو كومو، كجزء من اتفاقية دعوى قضائية بشأن الإعاقة في يونيو 1984، على تجهيز 65% من حافلات هيئة النقل الحضرية بمصاعد للكراسي المتحركة.
ارتفع عدد الركاب ذوي الإعاقة على حافلات هيئة النقل الحضرية أحد عشر ضعفًا بين عامي 1986 و1991. بحلول عام 1991، وبعد تمرير قانون ADA بعام، شهد نظام الحافلات 120،000 راكب معاق سنويًا. جهزت تسعين بالمئة من الأسطول لاستيعاب الكراسي المتحركة، مقارنة بأنظمة النقل في مدن أخرى ذات نسب تجهيز أقل.  سحبت آخر مركبة غير مهيأة في أسطول نيويورك في عام 1993، باستثناء الخطوط التي انضمت لاحقًا إلى شركة حافلات MTA.  في عام 1997، اختبرت أول حافلة منخفضة الأرضية في المدينة؛ حيث تضمنت منحدرات بدلاً من رافعات للكراسي المتحركة، وتتصف بدرجة أقل إلى الرصيف.  شكلت الحافلات منخفضة الأرضية غالبية الحافلات الجديدة غير السريعة منذ أوائل العقد الأول من القرن الحادي والعشرين، وسحبت آخر حافلة مرتفعة الأرضية غير سريعة في عام 2019. 
في سنة 2019، سجلت هيئة النقل الحضرية أكثر من 1.5 مليون عميل للحافلات استخدموا منحدرات الكراسي المتحركة أو المصاعد.:253 يتلقى جميع مشغلي حافلات هيئة النقل الحضرية تدريب ADA. تحتوي الحافلات الأحدث على أنظمة الاتصال الداخلي بدون استخدام اليدين للسائقين.:254

### خدمة وصول الركوب

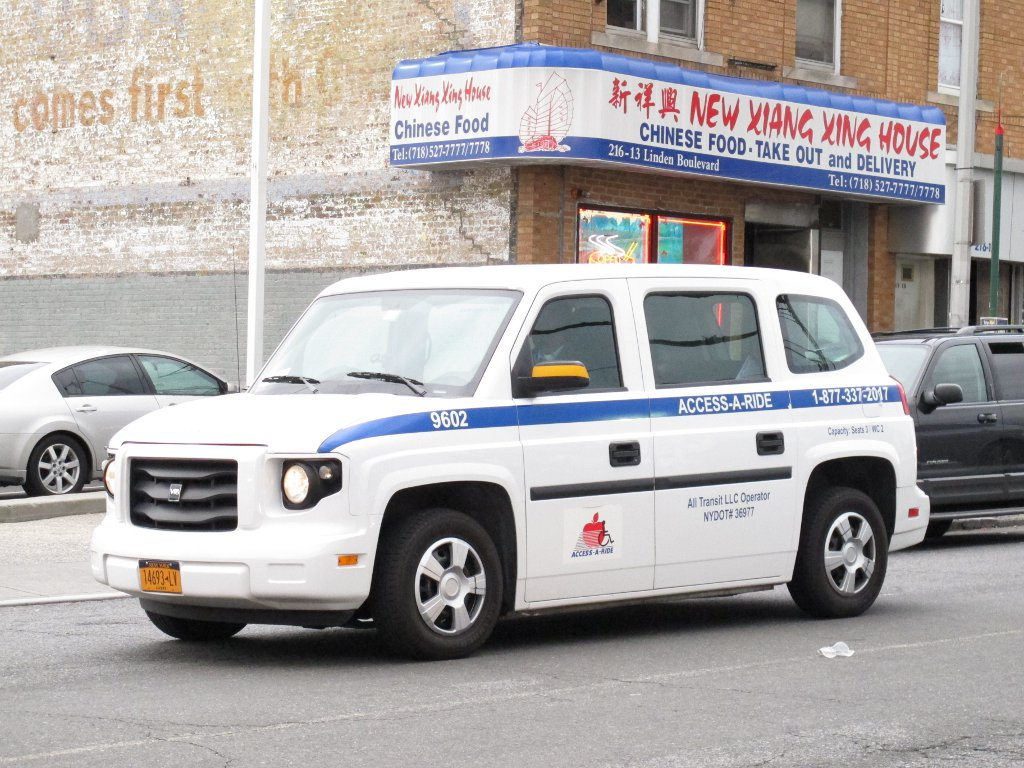
كابينة MV-1 لخدمة وصول الركوب

تشغل هيئة نقل مدينة نيويورك خدمات النقل المساعد تحت العلامة التجارية خدمة وصول الركوب (AAR) للعملاء ذوي الاحتياجات الخاصة غير القادرين على استخدام خدمة الحافلات أو المترو العادية في مدينة نيويورك والمناطق القريبة في ناسو وويستتشستر ضمن مساحة الخدمة على بعد ثلاثة أرباع ميل التابعة لهيئة النقل الحضري. تتوفر خدمة وصول الركوب في جميع الأوقات. توفر خدمة وصول الركوب مواقع مخصصة لالتقاط الركاب في أنحاء المدينة. يدفع الركاب رسومًا بقيمة 2.90 دولار أمريكي كما في النقل العادي.
بدأ برنامج النقل المكوكي الخاص كتجربة بتكلفة 5 ملايين دولار بعد إصدار قانون ADA. تعاقدت السلطات على الخدمات مع شركات خاصة. في عام 1993، وسعت هيئة النقل الحضرية البرنامج بعد رفض الخدمة للعديد من الركاب ذوي الإعاقة بشكل مخالف لقانون ADA. بلغ عدد الركاب 300،000 سنوياً آنذاك. في عام 1998، توسع برنامج Access-A-Ride إثر دعوى قضائية تتعلق بالتمييز. رغم وجود مليون عميل سنوياً، امتلك البرنامج 300 مركبة فقط، واستغرقت رحلاته عدة ساعات، بينما كانت 26 محطة مترو متاحة للوصول ADA.
يُشغّل العديد من المقاولين مركبات Access-A-Ride لصالح MTA. خضع نظام النقل الخاص للتدقيق بسبب كونه معقداً؛ حيث يجب حجز الرحلات مسبقاً بـ24 إلى 48 ساعة، وهو مكلف في التشغيل؛ وتتعرض المركبات للتأخير أو عدم الوصول. وُصِفت مركبات AAR بأنها "في الوقت المحدد" إذا وصلت خلال 30 دقيقة من التوقيت المحدد، وفي 2017، نُفذت برنامجان تجريبيان لتسريع الخدمة. يمكن لعدة ركاب مشاركة مركبات AAR، لكن تعليق الرحلات المشتركة جرى من مارس 2020 حتى يوليو 2021 بسبب جائحة فيروس كورونا. بلغت تكلفة تشغيل البرنامج 461 مليون دولار سنوياً في 2015، وهو مرتفع نسبياً بالنظر إلى استخدام 150،000 شخص له سنوياً.
هوارد روبرتس، المسؤول السابق في هيئة النقل الحضري، صرّح بأن استخدام الحافلات ووسائل النقل المساعدة قد يكون كلفته أعلى مئة مرة من تكلفة إعادة تأهيل المحطات وتركيب المصاعد. تتنافس خدمة Access-A-Ride مع خيارات مثل سيارات الأجرة المجهزة لذوي الاحتياجات الخاصة، رغم أن الأخيرة تشكل نسبة صغيرة من أسطول سيارات الأجرة بالمدينة. كجزء من خطة هيئة النقل الحضري لعام 2018، ستُحسّن الهيئة واجهة Access-A-Ride لتسهيل عملية استدعاء المركبات وجدولتها.:42 خلال جائحة فيروس كورونا، زادت التقارير عن إلغاءات رحلات AAR بسبب ازدحام المرور ونقص السائقين. اشترت AAR أول حافلاتها الكهربائية عام 2024؛ احتوى أسطول AAR حينها على 1،100 مركبة. اعتبارًا من 2024، بلغ متوسط عدد عملاء AAR اليومي 30،000 عميل أيام الأسبوع.

## برامج تجريبية ومساعدات أخرى
في أكتوبر 2019، أعلنت هيئة النقل الحضري عن مختبر محطة في محطة مترو جاي ستريت-متروتك، وضم علامات برايل، لوحات لمسية، تطبيقات لتوجيه الطريق، مخططات للمسارات المتاحة، وملصقات أرضية لإرشاد الركاب. كما أضافت هيئة النقل الحضري دارة حث إلى محطة بولينغ غرين خلال برنامج تجريبي في أوائل عام 2020، وهو أول تركيب من نوعه في نظام المترو.
أصدرت هيئة النقل الحضرية تطبيقات NaviLens وNaviLens Go في أواخر 2020 كجزء من برنامج تجريبي. تمكّن التطبيقات من مسح رمز استجابة سريعةs في محطات الحافلات لقراءة اللافتات وتحديد أوقات وصول الحافلات. بدأت الهيئة في أوائل 2024 إضافة رموز QR ملونة خارج محطات المترو المختارة؛ لمساعدة الركاب ضعاف البصر والذين يواجهون محدودية اتقان الإنجليزية. يتيح مسح الرموز باستخدام تطبيقات NaviLens وNaviLens Go عرض أوقات وصول القطارات وترجمة اللافتات إلى 34 لغة. وُضعت رموز NaviLens مبدئيًا في محطات حافلات M66 وبعض محطات المترو على مسارات 1 و2 و3، بالإضافة إلى بعض محطات حافلات M23. نالت هيئة النقل في 2023 منحة اتحادية لتوسيع البرنامج ليشمل مسار المترو 6 ومسار الحافلة Bx12.
في سبتمبر 2022، أضافت هيئة النقل الحضرية أماكن مخصصة لعربات الأطفال إلى 100 حافلة ضمن برنامج تجريبي، مما سمح للآباء بترك العربات مفتوحة على الحافلة؛ حيث كان الركاب سابقًا يضطرون لطي العربات قبل الصعود. على الرغم من مخاوف دعاة الوصول من خطورة العربات، وسَّعت الهيئة البرنامج في عام 2023 ليشمل أكثر من 1،000 حافلة.
برنامج تدريب السفر الذي تديره إدارة تعليم مدينة نيويورك يُعلِّم كيفية التنقل في مترو الأنفاق والحافلات بالمدينة.

## محطات مستقبلية يمكن الوصول إليها

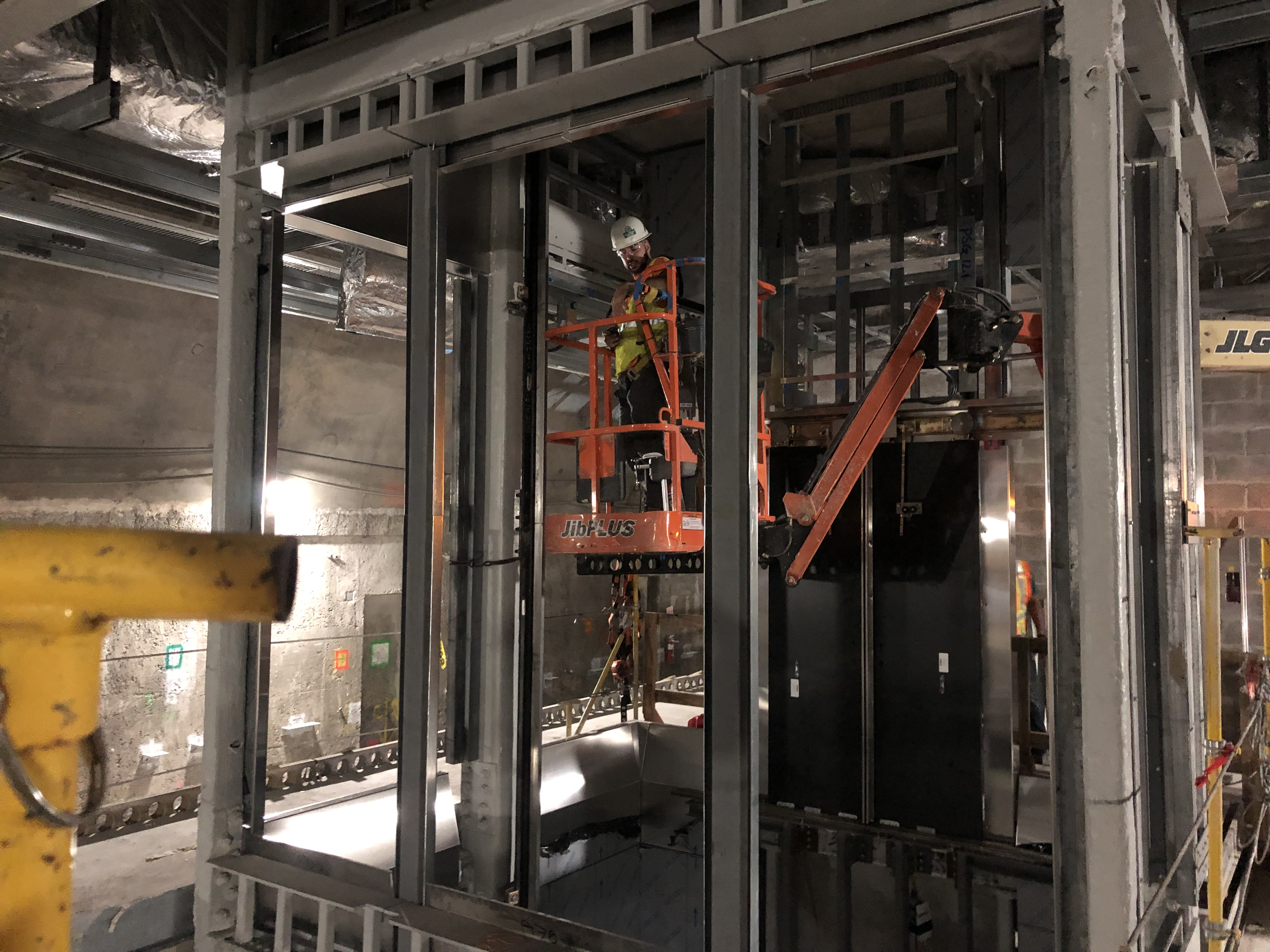
مصعد تحت الإنشاء في محطة غراند سنترال ماديسون

اقترحت هيئة النقل الحضرية في فبراير 2019 عدة "مجموعات محطات". تضمّنت الاقتراحات تحسينات ADA في محطة على الأقل لكل مجموعة. اقترحوا 24 مجموعة: ثلاث مجموعات لكوينز وجزيرة ستاتين، وأربع مجموعات لكل من ذا برونكس ومانهاتن، و10 مجموعات في بروكلين. قلّصت هيئة النقل الحضرية هذه الخيارات في يوليو 2019.
- "قائمة تجميع المحطات السريعة". هيئة النقل الحضري. مؤرشف من الأصل في 2021-01-10. اطلع عليه بتاريخ 2019-08-02 – عبر وول ستريت جورنال.
- "قائمة تجميع المحطات السريعة". هيئة النقل الحضري. مؤرشف من الأصل في 2021-01-10. اطلع عليه بتاريخ 2019-08-02 – عبر وول ستريت جورنال.</ref> ضمّن مسؤولون هذه المحطات في قائمة 48 محطة التي تأكد دراستها لجعلها متاحة وفق قانون الأمريكيين ذوي الإعاقة في إعلان سبتمبر 2019.[168]

اعتبارًا من يوليو 2021[[تصنيف:مقالات فيها عبارات متقادمة منذ خطأ في التعبير: عامل < غير متوقع.]]، تعتزم العديد من المحطات في نظام هيئة النقل الحضرية إجراء تجديدات لتلبية متطلبات قانون الأمريكيين ذوي الإعاقة. تتفاوت المشاريع بين مراحل التخطيط والتصميم والبناء. تستثني القائمة المحطات التي توفر حالياً الوصول وتمثل فورست هيلز على خط سكك حديد لونغ آيلاند في كوينز.:201
| المحطة                              | الخدمة الحالية                                     | الموقع           | الحالة                                             | ملاحظات/مراجع |
| ----------------------------------- | -------------------------------------------------- | ---------------- | -------------------------------------------------- | --- |
| شارع 149–جراند كونكورس              | قالب:NYCS 149th-Grand Concourse                    | ذا برونكس        | جارٍ الترميم                                        | [ 172 ] |
| شارع 57                             | قالب:NYCS Sixth Rutgers                            | مانهاتن          | جارٍ الترميم (ZFA)                                  | يجري إنشاؤه من قبل مطور 41–47 شارع 57 الغربي. |
| شارع 137–كلية المدينة               | قالب:NYCS Broadway-Seventh north                   | مانهاتن          | جارٍ الترميم                                        | حزمة "Package 4" مُنحت في ديسمبر 2022. - المنصة المتجهة غرباً فقط لشارع نورثرن بوليفارد؛ المنصة المتجهة شرقاً متاحة بالفعل.                                                                                                 |
| باركشستر                            | قالب:NYCS Pelham                                   | ذا برونكس        | جارٍ الترميم                                        | حزمة "Package 4" مُنحت في ديسمبر 2022. - المنصة المتجهة غرباً فقط لشارع نورثرن بوليفارد؛ المنصة المتجهة شرقاً متاحة بالفعل.                                                                                                 |
| باي ريدج–شارع 95                    | قالب:NYCS Fourth far south                         | بروكلين          | جارٍ الترميم                                        | حزمة "Package 4" مُنحت في ديسمبر 2022. - المنصة المتجهة غرباً فقط لشارع نورثرن بوليفارد؛ المنصة المتجهة شرقاً متاحة بالفعل.                                                                                                 |
| شارع نورثرن بوليفارد                | قالب:NYCS Queens local day                         | كوينز            | جارٍ الترميم                                        | حزمة "Package 4" مُنحت في ديسمبر 2022. - المنصة المتجهة غرباً فقط لشارع نورثرن بوليفارد؛ المنصة المتجهة شرقاً متاحة بالفعل.                                                                                                 |
| شارع جونيوس                         | قالب:NYCS New Lots header                          | بروكلين          | جارٍ الترميم                                        | حزمة "Package 3" مُنحت في ديسمبر 2022. |
| مسولو باركواي                       | قالب:NYCS Jerome                                   | ذا برونكس        | جارٍ الترميم                                        | حزمة "Package 3" مُنحت في ديسمبر 2022. |
| بوليفارد روكواي                     | قالب:NYCS Fulton east                              | كوينز            | جارٍ الترميم                                        | حزمة "Package 3" مُنحت في ديسمبر 2022. |
| شارع تشرتش                          | قالب:NYCS Brighton                                 | بروكلين          | جارٍ الترميم                                        | حزمة "Package 3" مُنحت في ديسمبر 2022. |
| خليج شبسهد                          | قالب:NYCS Brighton                                 | بروكلين          | جارٍ الترميم                                        | حزمة "Package 3" مُنحت في ديسمبر 2022. |
| طريق الملكز                         | قالب:NYCS Culver IND south                         | بروكلين          | جارٍ الترميم                                        | حزمة "Package 3" مُنحت في ديسمبر 2022. |
| شارع شتاينواي                       | قالب:NYCS Queens local day                         | كوينز            | جارٍ الترميم                                        | حزمة "Package 3" مُنحت في ديسمبر 2022. |
| جادة ودهيفن                         | قالب:NYCS Queens local day                         | كوينز            | جارٍ الترميم                                        | حزمة "Package 3" مُنحت في ديسمبر 2022. |
| قاعة بورو                           | قالب:NYCS Joralemon                                | بروكلين          | جارٍ الترميم                                        | منصة الاتجاة الجنوبي فقط؛ منصة الاتجاة الشمالي متاحة بالفعل. |
| لوريلتون                            | LIRR: فرع أتلانتيك                                 | كوينز            | جارٍ الترميم                                        | الجائزة مُنحت في نوفمبر 2022. |
| لوكوست مانور                        | LIRR: فرع أتلانتيك                                 | كوينز            | جارٍ الترميم                                        | الجائزة مُنحت في نوفمبر 2022. |
| سانت ألبانز                         | LIRR: فرع مونتوك                                   | كوينز            | جارٍ الترميم                                        | الجائزة مُنحت في نوفمبر 2022. |
| مدينة كوبراتيف                      | MNRR: خط نيو هافن                                  | ذا برونكس        | تحت الإنشاء                                        | يتم بناؤه كجزء من مشروع الوصول إلى محطة بن |
| هنتس بوينت                          | MNRR: خط نيو هافن                                  | ذا برونكس        | تحت الإنشاء                                        | يتم بناؤه كجزء من مشروع الوصول إلى محطة بن |
| موريس بارك                          | MNRR: خط نيو هافن                                  | ذا برونكس        | تحت الإنشاء                                        | يتم بناؤه كجزء من مشروع الوصول إلى محطة بن |
| باركشيستر/فان نيست                  | MNRR: خط نيو هافن                                  | ذا برونكس        | تحت الإنشاء                                        | يتم بناؤه كجزء من مشروع الوصول إلى محطة بن |
| الجادة الخامسة/الشارع 53            | قالب:NYCS Queens 53rd                              | مانهاتن          | الإنشاء معلق (ZFA)                                 | سيتم الإنشاء بواسطة مطور 570 الجادة الخامسة. |
| تقاطع برودواي                       | قالب:NYCS Broadway Junction                        | بروكلين          | التجديد قيد التقدم                                 | مرشح "سيتي ستيشن" من قبل MTA:91(24:32 to 46:16):24 |
| فان كورتلاند بارك-الشارع 242        | قالب:NYCS Broadway-Seventh north                   | ذا برونكس        | التجديد قيد التقدم                                 | حزمة "الباقة 5" تم منحها في ديسمبر 2023 - منصة الشمال فقط لمحطة كورت سكوير–الشارع 23؛ المنصة الجنوبية متاحة بالفعل. - منصة الاكسبريس الشمالية والمنصات الجنوبية فقط عند الشارع 86؛ المنصة المحلية الشمالية متاحة بالفعل. |
| هارلم–الشارع 148                    | قالب:NYCS Lenox north                              | مانهاتن          | التجديد قيد التقدم                                 | حزمة "الباقة 5" تم منحها في ديسمبر 2023 - منصة الشمال فقط لمحطة كورت سكوير–الشارع 23؛ المنصة الجنوبية متاحة بالفعل. - منصة الاكسبريس الشمالية والمنصات الجنوبية فقط عند الشارع 86؛ المنصة المحلية الشمالية متاحة بالفعل. |
| الجادة نيو لوتس                     | قالب:NYCS Lenox north                              | بروكلين          | التجديد قيد التقدم                                 | حزمة "الباقة 5" تم منحها في ديسمبر 2023 - منصة الشمال فقط لمحطة كورت سكوير–الشارع 23؛ المنصة الجنوبية متاحة بالفعل. - منصة الاكسبريس الشمالية والمنصات الجنوبية فقط عند الشارع 86؛ المنصة المحلية الشمالية متاحة بالفعل. |
| الشارع 86                           | قالب:NYCS Lexington                                | مانهاتن          | التجديد قيد التقدم                                 | حزمة "الباقة 5" تم منحها في ديسمبر 2023 - منصة الشمال فقط لمحطة كورت سكوير–الشارع 23؛ المنصة الجنوبية متاحة بالفعل. - منصة الاكسبريس الشمالية والمنصات الجنوبية فقط عند الشارع 86؛ المنصة المحلية الشمالية متاحة بالفعل. |
| الشارع 33–شارع راوستون              | قالب:NYCS Flushing local                           | كوينز            | التجديد قيد التقدم                                 | حزمة "الباقة 5" تم منحها في ديسمبر 2023 - منصة الشمال فقط لمحطة كورت سكوير–الشارع 23؛ المنصة الجنوبية متاحة بالفعل. - منصة الاكسبريس الشمالية والمنصات الجنوبية فقط عند الشارع 86؛ المنصة المحلية الشمالية متاحة بالفعل. |
| الشارع 46–شارع بليس                 | قالب:NYCS Flushing local                           | كوينز            | التجديد قيد التقدم                                 | حزمة "الباقة 5" تم منحها في ديسمبر 2023 - منصة الشمال فقط لمحطة كورت سكوير–الشارع 23؛ المنصة الجنوبية متاحة بالفعل. - منصة الاكسبريس الشمالية والمنصات الجنوبية فقط عند الشارع 86؛ المنصة المحلية الشمالية متاحة بالفعل. |
| الشارع 81–متحف التاريخ الطبيعي      | قالب:NYCS Eighth center local day                  | مانهاتن          | التجديد قيد التقدم                                 | حزمة "الباقة 5" تم منحها في ديسمبر 2023 - منصة الشمال فقط لمحطة كورت سكوير–الشارع 23؛ المنصة الجنوبية متاحة بالفعل. - منصة الاكسبريس الشمالية والمنصات الجنوبية فقط عند الشارع 86؛ المنصة المحلية الشمالية متاحة بالفعل. |
| الشارع 96                           | قالب:NYCS Eighth center local day                  | مانهاتن          | التجديد قيد التقدم                                 | حزمة "الباقة 5" تم منحها في ديسمبر 2023 - منصة الشمال فقط لمحطة كورت سكوير–الشارع 23؛ المنصة الجنوبية متاحة بالفعل. - منصة الاكسبريس الشمالية والمنصات الجنوبية فقط عند الشارع 86؛ المنصة المحلية الشمالية متاحة بالفعل. |
| الشارع 36                           | قالب:NYCS Fourth center header                     | بروكلين          | التجديد قيد التقدم                                 | حزمة "الباقة 5" تم منحها في ديسمبر 2023 - منصة الشمال فقط لمحطة كورت سكوير–الشارع 23؛ المنصة الجنوبية متاحة بالفعل. - منصة الاكسبريس الشمالية والمنصات الجنوبية فقط عند الشارع 86؛ المنصة المحلية الشمالية متاحة بالفعل. |
| ساحة المحكمة–الشارع 23              | قالب:NYCS Queens 53rd                              | كوينز            | التجديد قيد التقدم                                 | حزمة "الباقة 5" تم منحها في ديسمبر 2023 - منصة الشمال فقط لمحطة كورت سكوير–الشارع 23؛ المنصة الجنوبية متاحة بالفعل. - منصة الاكسبريس الشمالية والمنصات الجنوبية فقط عند الشارع 86؛ المنصة المحلية الشمالية متاحة بالفعل. |
| جادة كلاسون                         | قالب:NYCS Crosstown                                | بروكلين          | التجديد قيد التقدم                                 | حزمة "الباقة 5" تم منحها في ديسمبر 2023 - منصة الشمال فقط لمحطة كورت سكوير–الشارع 23؛ المنصة الجنوبية متاحة بالفعل. - منصة الاكسبريس الشمالية والمنصات الجنوبية فقط عند الشارع 86؛ المنصة المحلية الشمالية متاحة بالفعل. |
| برودواي                             | قالب:NYCS Astoria local                            | كوينز            | التجديد قيد التقدم                                 | حزمة "الباقة 5" تم منحها في ديسمبر 2023 - منصة الشمال فقط لمحطة كورت سكوير–الشارع 23؛ المنصة الجنوبية متاحة بالفعل. - منصة الاكسبريس الشمالية والمنصات الجنوبية فقط عند الشارع 86؛ المنصة المحلية الشمالية متاحة بالفعل. |
| هوجينوت                             |                                                    | جزيرة ستاتن      | التجديد قيد التقدم                                 | حزمة "الباقة 5" تم منحها في ديسمبر 2023 - منصة الشمال فقط لمحطة كورت سكوير–الشارع 23؛ المنصة الجنوبية متاحة بالفعل. - منصة الاكسبريس الشمالية والمنصات الجنوبية فقط عند الشارع 86؛ المنصة المحلية الشمالية متاحة بالفعل. |
| جسر ويليامز                         | MNRR: خط هارلم                                     | ذا برونكس        | عقد ممنوح                                          | |
| وودلون                              | MNRR: خط هارلم                                     | ذا برونكس        | عقد ممنوح                                          | |
| جادة بيرنسايد                       | قالب:NYCS Jerome                                   | ذا برونكس        | عقد ممنوح                                          | حزمة "الحزمة 6" مُنِحت في ديسمبر 2024. |
| طريق ميدلتاون                       | قالب:NYCS Pelham                                   | ذا برونكس        | عقد ممنوح                                          | حزمة "الحزمة 6" مُنِحت في ديسمبر 2024. |
| شارع I                              | قالب:NYCS Culver IND south                         | بروكلين          | عقد ممنوح                                          | حزمة "الحزمة 6" مُنِحت في ديسمبر 2024. |
| شارع ميرتل                          | قالب:NYCS Jamaica west                             | بروكلين          | عقد ممنوح                                          | حزمة "الحزمة 6" مُنِحت في ديسمبر 2024. |
| شارع نوروود                         | قالب:NYCS Jamaica east Z                           | بروكلين          | عقد ممنوح                                          | حزمة "الحزمة 6" مُنِحت في ديسمبر 2024. |
| طريق 190                            | قالب:NYCS-bull-small                               | مانهاتن          | العقد قيد الانتظار                                 | منصة الاتجاه الشمالي فقط. |
| طريق كينغز بريدج:919                | قالب:NYCS Jerome                                   | ذا برونكس        | العقد قيد الانتظار                                 | "الحزمة 7" بانتظار منحها. |
| شارع 167                            | قالب:NYCS Concourse local                          | ذا برونكس        | العقد قيد الانتظار                                 | "الحزمة 7" بانتظار منحها. |
| بريارود                             | قالب:NYCS Queens east                              | كوينز            | العقد قيد الانتظار                                 | "الحزمة 9" بانتظار منحها. |
| شارع بارسونز                        | قالب:NYCS Queens Hillside local                    | كوينز            | العقد قيد الانتظار                                 | "الحزمة 9" بانتظار منحها. |
| شارع غيتس                           | قالب:NYCS Jamaica east Z                           | بروكلين          | العقد قيد الانتظار                                 | "الحزمة 9" بانتظار منحها. |
| 42nd Street–Bryant Park/شارع الخامس | قالب:NYCS Bryant Park                              | مانهاتن          | العقد قيد الانتظار                                 | [ 195 ] |
| الشارع الثالث-138                   | قالب:NYCS Pelham                                   | ذا برونكس        | العقد قيد الانتظار                                 | [ 197 ] [ 198 ] |
| شارع بروك                           | قالب:NYCS Pelham local                             | ذا برونكس        | العقد قيد الانتظار                                 | [ 197 ] [ 198 ] |
| شارع 168                            | قالب:NYCS Broadway-Seventh north                   | مانهاتن          | جائزة العقد معلقة                                  | ضمن مجموعة محطات واشنطن هايتس/إنوود |
| لودلو                               | MNRR: خط هدسون                                     | مقاطعة ويستتشستر | في التصميم:27، 209                                 | حزمة قادمة |
| هوليس                               | LIRR: الخط الرئيسي                                 | كوينز            | في التصميم:27، 209                                 | حزمة قادمة |
| شارع نوستراند                       | قالب:NYCS Fulton                                   | بروكلين          | في التصميم                                         | تم الإشارة إليها كحزمة "Package 8". |
| شارع 18                             | قالب:NYCS West End local                           | بروكلين          | في التصميم                                         | تم الإشارة إليها كحزمة "Package 8". |
| منتزه فورت هاميلتون                 | قالب:NYCS West End local                           | بروكلين          | في التصميم                                         | تم الإشارة إليها كحزمة "Package 8". |
| شارع نبتون                          | قالب:NYCS Culver IND south                         | بروكلين          | في التصميم                                         | تم الإشارة إليها كحزمة "Package 8". |
| شارع جيفرسون                        | قالب:NYCS Canarsie                                 | بروكلين          | في التصميم                                         | تم الإشارة إليها كحزمة "Package 8". |
| شارع ويكفيلد–241                    | قالب:NYCS White Plains Nereid-Wakefield southbound | ذا برونكس        | في التصميم                                         | [ 195 ] [ 202 ] |
| شارع 110                            | قالب:NYCS Lexington local day                      | مانهاتن          | في التصميم                                         | [ 195 ] [ 202 ] |
| 145 شارع                            | قالب:NYCS Eighth center                            | مانهاتن          | في التصميم                                         | [ 195 ] [ 202 ] |
| كليفتون                             |                                                    | جزيرة ستاتن      | قيد التصميم                                        | كانت سابقًا جزءًا من حزمة "Package 8". |
| شارع موريسون–ساوندفيو               | قالب:NYCS Pelham local                             | ذا برونكس        | قيد التصميم                                        | مذكور كجزء من حزمة "Package 10". |
| الجادة السابعة                      | قالب:NYCS Queens 53rd Seventh                      | مانهاتن          | قيد التصميم                                        | مذكور كجزء من حزمة "Package 10". |
| الجادة الثانية                      | قالب:NYCS Sixth south                              | مانهاتن          | قيد التصميم                                        | مذكور كجزء من حزمة "Package 10". |
| جادة ليكسينغتون/شارع 59             | قالب:NYCS Lexington-59th                           | مانهاتن          | قيد التخطيط                                        | |
| أستوريا–بولفار دتمارس               | قالب:NYCS Astoria local                            | كوينز            | في مرحلة ما قبل التخطيط                            | المخطط من قبل هيئة ميناء نيويورك ونيوجيرسي كجزء من التحسينات المخطط لها في خدمة الحافلات إلى مطار لاغوارديا |
| شارع ديلانسي/شارع إسكس              | قالب:NYCS Delancey-Essex                           | مانهاتن          | في مرحلة التخطيط المسبق                            | (24:32 to 46:16) |
| Hoyt–Schermerhorn Streets           | قالب:NYCS Hoyt-Schermerhorn                        | بروكلين          | في مرحلة التخطيط المسبق                            | [ 200 ] [ 206 ] |
| شارع هنترسبوينت                     | LIRR: الخط الرئيسي                                 | كوينز            | معلق                                               | تأجيل الإنشاء إلى برنامج رأس المال 2025–2029:201 |
| طريق كينغز                          | قالب:NYCS Sea Beach header                         | بروكلين          | في مرحلة التخطيط المسبق                            | ضمن المجموعة الأولى لمحطة بينسونهرست |
| جادة فيرنون - شارع جاكسون           | قالب:NYCS Flushing                                 | كوينز            | في مرحلة التخطيط المسبق                            | :55 |
| ويكفيلد                             | MNRR: خط هارلم                                     | ذا برونكس        | في مرحلة التخطيط المسبق؛ التمويل معلق              | [ 123 ] |
| شارع برود                           | قالب:NYCS Nassau south                             | مانهاتن          | معلق                                               | جزء من 45 شارع برود تطوير متوقف |
| إيست برودواي                        | قالب:NYCS Rutgers                                  | مانهاتن          | معلق                                               | جزء من 247 شارع تشيري، 269 شارع ساوث، و259 شارع كلينتون تطوير متوقف |
| ميتس-ويلتس بوينت                    | LIRR: خط بورت واشنطن                               | كوينز            | معلق                                               | تم تأجيله لأجل غير مسمى بسبب دراسة وصول مطار لاغوارديا المعلقة |
| شارع ريكتور                         | قالب:NYCS Broadway south day                       | مانهاتن          | معلق                                               | منصة للاتجاه الجنوبي فقط؛ سيتم إنشاؤها من قبل مطور 42 ترينيتي بليس |
| شارع 106                            | قالب:NYCS Brighton local                           | مانهاتن          | محطة مخططة                                         | مخططة كجزء من المرحلة 2 من مترو الجادة الثانية |
| شارع 116                            | قالب:NYCS Brighton local                           | مانهاتن          | محطة مخططة                                         | مخططة كجزء من المرحلة 2 من مترو الجادة الثانية |
| شارع 125                            | قالب:NYCS Brighton local                           | مانهاتن          | محطة مخططة                                         | مخططة كجزء من المرحلة 2 من مترو الجادة الثانية |
| ريبابليك                            | LIRR: فرع رونكونكوما                               | مقاطعة سوفولك    | محطة مقترحة                                        | [ 216 ] |
| صنيسايد                             | LIRR: الخط الرئيسي                                 | كوينز            | محطة مقترحة                                        | كان مخططاً لها في الأصل كجزء من مشروع الوصول إلى الجانب الشرقي؛ والآن مقترحة كجزء من تقييم احتياجات الـ20 سنة لهيئة المواصلات الحضرية                                                                                     |
| الشارع 77                           | قالب:NYCS Lexington local day                      | مانهاتن          | في انتظار الموافقة على التخطيط (ZFA)               | منصة في الاتجاه الجنوبي فقط؛ مقترح إنشاؤها بواسطة نورثويل هيلث كجزء من توسعة مستشفى لينكس هيل |
| شارع هالسي                          | قالب:NYCS Jamaica J                                | بروكلين          | تم تصميم الحق التسهيلي (ZFA)، التمويل غير ملتزم به | منصة في الاتجاه الشمالي فقط |
| شارع الاتحاد                        | قالب:NYCS Fourth center local header               | بروكلين          | تم تصميم الحق التسهيلي (ZFA)، التمويل غير ملتزم به | منصة في الاتجاه الجنوبي فقط |
| الشارع 25                           | قالب:NYCS Fourth center local header               | بروكلين          | تم تصميم الحق التسهيلي (ZFA)، التمويل غير ملتزم به | منصة في الاتجاه الشمالي فقط |
| شارع القنال                         | قالب:NYCS Broadway-Seventh local day               | مانهاتن          | قيد ما قبل التخطيط                                 | الحق التسهيلي للمنصة الشمالية فقط. مقترح الإتاحة الكاملة كجزء من برنامج رأس المال 2025–2029. |
| شارع الشاطئ 36                      | قالب:NYCS Far Rockaway                             | كوينز            | قيد ما قبل التخطيط                                 | تم تأمين ساحة النقل والمساحة ذات الصلة خارج المحطة كحق تسهيلي. مقترح الإتاحة الكاملة كجزء من برنامج رأس المال 2025–2029.                                                                                                 |
| الشارع 23                           | قالب:NYCS Broadway-Seventh local day               | مانهاتن          | قيد ما قبل التخطيط                                 | مقترح الإتاحة كجزء من برنامج رأس المال 2025–2029. |
| الشارع 157                          | قالب:NYCS Broadway-Seventh local day               | مانهاتن          | قيد ما قبل التخطيط                                 | مقترح الإتاحة كجزء من برنامج رأس المال 2025–2029. |
| الشارع 191                          | قالب:NYCS Broadway-Seventh local day               | مانهاتن          | قيد ما قبل التخطيط                                 | مقترح الإتاحة كجزء من برنامج رأس المال 2025–2029. |
| الشارع 207                          | قالب:NYCS Broadway-Seventh local day               | مانهاتن          | قيد ما قبل التخطيط                                 | مقترح الإتاحة كجزء من برنامج رأس المال 2025–2029. |
| 125th Street                        | قالب:NYCS Lenox south                              | مانهاتن          | قيد ما قبل التخطيط                                 | مقترح الإتاحة كجزء من برنامج رأس المال 2025–2029. |
| Central Park North–110th Street     | قالب:NYCS Lenox south                              | مانهاتن          | قيد ما قبل التخطيط                                 | مقترح الإتاحة كجزء من برنامج رأس المال 2025–2029. |
| 116th Street                        | قالب:NYCS Eighth center local day                  | مانهاتن          | قيد ما قبل التخطيط                                 | مقترح الإتاحة كجزء من برنامج رأس المال 2025–2029. |
| 155th Street                        | قالب:NYCS Eighth north local day                   | مانهاتن          | قيد ما قبل التخطيط                                 | مقترح الإتاحة كجزء من برنامج رأس المال 2025–2029. |
| 23rd Street                         | قالب:NYCS Eighth south local day                   | مانهاتن          | قيد ما قبل التخطيط                                 | مقترح الإتاحة كجزء من برنامج رأس المال 2025–2029. |
| Spring Street                       | قالب:NYCS Eighth south local day                   | مانهاتن          | قيد ما قبل التخطيط                                 | مقترح الإتاحة كجزء من برنامج رأس المال 2025–2029. |
| Canal Street                        | قالب:NYCS Broadwayقالب:NYCS Nassau                 | مانهاتن          | قيد ما قبل التخطيط                                 | مقترح الإتاحة كجزء من برنامج رأس المال 2025–2029. |
| شارع الرئيس                         | قالب:NYCS Nostrand                                 | بروكلين          | قيد ما قبل التخطيط                                 | مقترح الإتاحة كجزء من برنامج رأس المال 2025–2029. |
| شارع ستيرلينغ                       | قالب:NYCS Nostrand                                 | بروكلين          | قيد ما قبل التخطيط                                 | مقترح الإتاحة كجزء من برنامج رأس المال 2025–2029. |
| شارع نوستراند                       | قالب:NYCS Eastern center local header              | بروكلين          | قيد ما قبل التخطيط                                 | مقترح الإتاحة كجزء من برنامج رأس المال 2025–2029. |
| شارع ساراتوجا                       | قالب:NYCS Eastern center local header              | بروكلين          | قيد ما قبل التخطيط                                 | مقترح الإتاحة كجزء من برنامج رأس المال 2025–2029. |
| برايتون بيتش                        | قالب:NYCS Brighton                                 | بروكلين          | قيد ما قبل التخطيط                                 | مقترح الإتاحة كجزء من برنامج رأس المال 2025–2029. |
| شارع فان سيكلين                     | قالب:NYCS Fulton local day                         | بروكلين          | قيد ما قبل التخطيط                                 | مقترح الإتاحة كجزء من برنامج رأس المال 2025–2029. |
| أفنيو ن                             | قالب:NYCS Culver IND south                         | بروكلين          | قيد ما قبل التخطيط                                 | مقترح الإتاحة كجزء من برنامج رأس المال 2025–2029. |
| شوارع سميث–ناينث                    | قالب:NYCS Culver IND north local                   | بروكلين          | قيد ما قبل التخطيط                                 | مقترح الإتاحة كجزء من برنامج رأس المال 2025–2029. |
| الشارع الرابع/الشارع التاسع         | قالب:NYCS Fourth Ninth header                      | بروكلين          | قيد ما قبل التخطيط                                 | مقترح الإتاحة كجزء من برنامج رأس المال 2025–2029. |
| شارع فلاشينغ                        | قالب:NYCS Crosstown                                | بروكلين          | قيد ما قبل التخطيط                                 | مقترح الإتاحة كجزء من برنامج رأس المال 2025–2029. |
| شوارع ميرتل–ويلوبي                  | قالب:NYCS Crosstown                                | بروكلين          | قيد ما قبل التخطيط                                 | مقترح الإتاحة كجزء من برنامج رأس المال 2025–2029. |
| سايبريس هيلز                        | قالب:NYCS Jamaica east J                           | بروكلين          | قيد ما قبل التخطيط                                 | مقترح الإتاحة كجزء من برنامج رأس المال 2025–2029. |
| شارع فان سيكلين                     | قالب:NYCS Jamaica east Z                           | بروكلين          | قيد ما قبل التخطيط                                 | مقترح الإتاحة كجزء من برنامج رأس المال 2025–2029. |
| شارع ويلسون                         | قالب:NYCS Canarsie                                 | بروكلين          | قيد ما قبل التخطيط                                 | مقترح الإتاحة كجزء من برنامج رأس المال 2025–2029. |
| شارع 103–كورونا بلازا               | قالب:NYCS Flushing local                           | كوينز            | قيد ما قبل التخطيط                                 | مقترح الإتاحة كجزء من برنامج رأس المال 2025–2029. |
| شارع 88                             | قالب:NYCS Fulton far east                          | كوينز            | قيد ما قبل التخطيط                                 | مقترح الإتاحة كجزء من برنامج رأس المال 2025–2029. |
| شارع 121                            | قالب:NYCS Jamaica east Z                           | كوينز            | قيد ما قبل التخطيط                                 | مقترح الإتاحة كجزء من برنامج رأس المال 2025–2029. |
| إلمهورست أفينيو                     | قالب:NYCS Queens local day                         | كوينز            | قيد ما قبل التخطيط                                 | مقترح الإتاحة كجزء من برنامج رأس المال 2025–2029. |
| فورست أفينيو                        | قالب:NYCS Myrtle north                             | كوينز            | قيد ما قبل التخطيط                                 | مقترح الإتاحة كجزء من برنامج رأس المال 2025–2029. |
| شارع بيتش 90                        | قالب:NYCS Rockaway Park                            | كوينز            | قيد ما قبل التخطيط                                 | مقترح الإتاحة كجزء من برنامج رأس المال 2025–2029. |
| بروسبيكت أفينيو                     | قالب:NYCS White Plains local                       | ذا برونكس        | قيد ما قبل التخطيط                                 | مقترح الإتاحة كجزء من برنامج رأس المال 2025–2029. |
| ساحة ويست فارمز–إيست تريمونت أفينيو | قالب:NYCS White Plains local                       | ذا برونكس        | قيد ما قبل التخطيط                                 | مقترح الإتاحة كجزء من برنامج رأس المال 2025–2029. |
| شارع بايشستر                        | قالب:NYCS Dyre                                     | ذا برونكس        | قيد ما قبل التخطيط                                 | مقترح الإتاحة كجزء من برنامج رأس المال 2025–2029. |
| شارع إلدر                           | قالب:NYCS Pelham local                             | ذا برونكس        | قيد ما قبل التخطيط                                 | مقترح الإتاحة كجزء من برنامج رأس المال 2025–2029. |
| شارعا 182–183                       | قالب:NYCS Concourse local                          | ذا برونكس        | قيد ما قبل التخطيط                                 | مقترح الإتاحة كجزء من برنامج رأس المال 2025–2029. |
| شارع نوروود–205                     | قالب:NYCS Concourse 205th                          | ذا برونكس        | قيد ما قبل التخطيط                                 | مقترح الإتاحة كجزء من برنامج رأس المال 2025–2029. |
| خليج برينس                          |                                                    | جزيرة ستاتن      | قيد ما قبل التخطيط                                 | مقترح الإتاحة كجزء من برنامج رأس المال 2025–2029. |

## وصلات خارجية
- الخريطة الرسمية لمحطات مترو أنفاق مدينة نيويورك المأهولة لشهر سبتمبر 2021